# Episodi di S.W.A.T. (serie televisiva 2017) (sesta stagione)
La sesta stagione della serie televisiva S.W.A.T. , composta da 22 episodi, è stata trasmessa in prima visione in assoluto negli Stati Uniti d'America sul canale CBS dal 7 ottobre 2022 al 19 maggio 2023.
In Italia, la stagione è stata trasmessa in prima visione assoluta su Rai 2 dal 23 settembre al 9 dicembre 2023.
Inizialmente, in base al comunicato ufficiale di CBS Entertainment, questa sarebbe dovuta essere l'ultima stagione della serie, concludendo un percorso iniziato nel 2017, a quanto detto per motivi economici; tuttavia, la serie è stata poi rinnovata dalla CBS per una settima e ultima stagione, composta da 13 episodi, per garantire una degna conclusione alle varie storie ma nel 2024 la serie viene incredibilmente rinnovata per un'ottava stagione.
In questa stagione l'attrice Rochelle Aytes (Nichelle Carmichael) è promossa a membro regolare del cast e compare nella sigla. Inoltre, per sopperire all'assenza del personaggio di Chris, che ha lasciato la squadra nel finale della quinta stagione, acquistano maggior rilievo altre due presenze femminili già apparse saltuariamente sempre nella quinta stagione: Alexis Cabrera e Zoe Powell (interpretate rispettivamente da Brigitte Kali Canales e Anna Enger Ritch).
| nº | Titolo originale      | Titolo italiano      | Prima TV USA     | Prima TV Italia   |
| -- | --------------------- | -------------------- | ---------------- | ----------------- |
| 1  | Thai Hard             | Destinazione Bangkok | 7 ottobre 2022   | 23 settembre 2023 |
| 2  | Thai Another Day      | Spalle al muro       | 14 ottobre 2022  | 23 settembre 2023 |
| 3  | Woah Black Betty      | Black Betty          | 21 ottobre 2022  | 30 settembre 2023 |
| 4  | Maniak                | Una brutta giornata  | 28 ottobre 2022  | 30 settembre 2023 |
| 5  | Unraveling            | Terra promessa       | 4 novembre 2022  | 14 ottobre 2023   |
| 6  | Checkmate             | Il santo             | 18 novembre 2022 | 14 ottobre 2023   |
| 7  | Sequel                | Colpo di scena       | 2 dicembre 2022  | 21 ottobre 2023   |
| 8  | Guacaine              | Al sicuro            | 9 dicembre 2022  | 21 ottobre 2023   |
| 9  | Pariah                | Gli oppressi         | 6 gennaio 2023   | 28 ottobre 2023   |
| 10 | Witness               | Il testimone         | 13 gennaio 2023  | 28 ottobre 2023   |
| 11 | Atonement             | Espiazione           | 20 gennaio 2023  | 4 novembre 2023   |
| 12 | Addicted              | Legami               | 3 febbraio 2023  | 4 novembre 2023   |
| 13 | Lion's Share          | Rabbia e rimpianti   | 10 febbraio 2023 | 11 novembre 2023  |
| 14 | Gut Punch             | Verità e conseguenze | 24 febbraio 2023 | 11 novembre 2023  |
| 15 | To Protect & to Serve | In blu               | 3 marzo 2023     | 18 novembre 2023  |
| 16 | Blowback              | Sicari               | 10 marzo 2023    | 18 novembre 2023  |
| 17 | Stockholm             | Stoccolma            | 31 marzo 2023    | 25 novembre 2023  |
| 18 | Genesis               | Cinque pezzi facili  | 7 aprile 2023    | 25 novembre 2023  |
| 19 | Bunkies               | Il seme del male     | 21 aprile 2023   | 2 dicembre 2023   |
| 20 | All That Glitters     | Sangue e oro         | 5 maggio 2023    | 2 dicembre 2023   |
| 21 | Forget Shorty         | Z come Zamora        | 12 maggio 2023   | 9 dicembre 2023   |
| 22 | Legacy                | La lettera           | 19 maggio 2023   | 9 dicembre 2023   |

## Destinazione Bangkok
- Titolo originale: Thai Hard
- Diretto da: Billy Gierhart
- Scritto da: Sarah Alderson

### Trama
Alla fine di una settimana a Bangkok per un addestramento della squadra 20 di Los Angeles con la S.W.AT. Thailandese, Hondo si reca, insieme a Nichelle a trovare un amico, Joe, conosciuto in Somalia nel periodo in cui lui era nei Marines e che ora lavora alla DEA per conto delle Nazioni Unite, al quale chiede informazioni su un traffico di droga trasportata nascosta in bustine di tè dal confine con la Birmania. Joe gli parla del pericoloso narcotrafficante che lo gestiva, Zormin, morto nel corso di un raid, e lo accompagna sul luogo in cui sorgeva la sua fabbrica di eroina (dove il criminale costringeva bambini tolti dalle strade a lavorare anche con la violenza) nel bel mezzo della giungla selvaggia, che dovrebbe essere in disuso; invece, scoprono che è tornata in funzione e soprattutto che Zormin non è morto come si credeva, bensì vivo e si è procurato nuova manodopera. I suoi uomini si accorgono dei due e sparano loro addosso; Hondo e Joe tentano di seminarli gettandosi in un torrente per poi risalire, ma Joe è stato ferito e ha difficoltà a camminare. Sempre braccati dagli scagnozzi di Zormin, si rifugiano nei pressi di un tempio in rovina, e Hondo crea un legame con un ragazzino di nome Thet che lavora per il boss e gli spiega che suo fratello e altri bambini sono tenuti prigionieri; Hondo gli promette che riusciranno a salvarli, ma prima Joe ha bisogno di cure. Allora rubano una jeep e raggiungono un villaggio, Hondo chiede in prestito un telefono e contatta Deacon (che insieme a Tan sta sperimentando la cucina locale accompagnati da due degli ufficiali thailandesi con cui si sono confrontati), che a sua volta informa Nichelle che Hondo è nei guai (e lei naturalmente si preoccupa). Quest'ultimo e Joe vengono rapiti dagli scagnozzi di Zormin, egli ordina a Thet (suo nipote) di ucciderli ma il ragazzino non ha il coraggio e lo zio se la prende con lui. Nel frattempo, a Los Angeles, il quartier generale è stato allertato della situazione: Luca, Street e l'agente Zoe Powell rintracciano uno spacciatore chiamato Lek che ha legami con Zormin e potrebbe dunque sapere dove ha portato Hondo e Joe. La S.W.A.T. thailandese mette a disposizione un elicottero così fortunatamente riescono a raggiungerli e a salvarli dopo uno scontro a fuoco con la banda di trafficanti: Joe viene portato in ospedale in gravi condizioni e Hondo si riunisce a Nichelle, affermando però di non voler ancora tornare negli Stati Uniti perché intende onorare la promessa fatta a Thet di allontanarlo da quella vita, per ricambiare il fatto che il ragazzino lo ha aiutato.
- Guest star: Otis "Odie" Gallop (Sergente Stevens), Sean Maguire (Joe), Calvin Clausell Jr. (Benny), Mark Labella (Lek), Pasakorn Hoyhon (Thet), Nay Myo Thant (Zormin), Kanticha Chumma (Chintana), Nut Devahastin (Somchai), Pattarasuda Anuman (May), Sahajak Boonthanakit (Comandante Niran), Jonathan Holman (Yaza Than).
- Ascolti USA: telespettatori 4 760 000[4]
- Ascolti Italia: telespettatori 757 000 – share 4,30%[5]

## Spalle al muro
- Titolo originale: Thai Another Day
- Diretto da: Billy Gierhart
- Scritto da: Kent Rotherham e Michael Gemballa

### Trama
Dopo essere stato salvato grazie anche all'assistenza della S.W.A.T. Thailandese, Hondo si riunisce con Deacon e Tan e i tre elaborano un piano per individuare il luogo in cui Zormin, il famigerato signore della droga responsabile del rapimento di Hondo e del suo amico Joe (che in ospedale si sta riprendendo), tiene Thet e suo fratello (i suoi nipoti che hanno aiutato Hondo e che quest'ultimo ha promesso di liberare), credendo fermamente che il disegno di un particolare simbolo fatto dal ragazzino possa rappresentare un indizio per tale scopo. Tan e Somchai (uno degli ufficiali thailandesi) vanno a parlare con un informatore di quest'ultimo per sapere a chi Zormin potrebbe vendere l'eroina, mentre Deacon e l'altra agente, Chintana, si recano nel quartiere a luci rosse di Bangkok per trovare un complice del narcotrafficante. Nel frattempo, a Los Angeles, l'interrogatorio dell'agente Zoe Powell a Lek (lo spacciatore arrestato) è interrotto bruscamente dall'arrivo di un avvocato d'ufficio e loro sono costretti a rilasciarlo poiché la cauzione è stata pagata; Powell, disobbedendo al protocollo e senza informare i colleghi, decide di propria iniziativa di seguirlo per capire le sue intenzioni, e successivamente Street si assume la colpa del suo gesto davanti a Hicks. In Thailandia, Hondo e gli altri riescono a rintracciare Zormin e i ragazzini, ma la situazione si complica ulteriormente quando quest'ultimo annuncia di aver fatto rapire la figlia del comandante della S.W.A.T. thailandese, che studia in un college proprio a Los Angeles: la farà liberare solo a condizione che gli agenti smettano di dargli la caccia e non gli impediscano di scappare via mare. Fortunatamente, Hicks, Luca, Street e Powell trovano la ragazza proprio appena prima che Zormin, circondato dalla S.W.A.T., spari a Thet (che sta tenendo in ostaggio); il narcotrafficante finisce ucciso e Hondo rassicura il ragazzino che ora è al sicuro. In procinto di tornare negli Stati Uniti, la squadra 20 ringrazia quella thailandese per il supporto e Deacon si dice contento di apprendere che a Chintana verrà concessa l'opportunità di diventare detective. A Los Angeles, Hicks si complimenta con Powell per l'ottimo lavoro, lei è consapevole di dover riempire un vuoto "pesante" ma lui le assicura che non è il rimpiazzo di Chris, è stata scelta per il proprio potenziale; le dice anche però di aver capito che Street ha mentito per lei, suggerendole di imparare a lavorare in squadra.
- Guest star: Otis "Odie" Gallop (Sergente Stevens), Sean Maguire (Joe), Mark Labella (Lek), Kanticha Chumma (Chintana), Nutt Devahastin (Somchai), Nay Myo Thant (Zormin), Pasakorn Hoyhon (Thet), Sahajak Boonthanakit (Comandante Niran), Pattarasuda Anuman (May), Jonathan Holman (Yaza Than), Tristan Cunningham (Ellen), Pathomthat Threenork (Win), Kate Tiger (Aranya), Charlie Ruedpokanon (Ducky), Heeli Lounibos (Nikki).
- Ascolti USA: telespettatori 4 610 000[6]
- Ascolti Italia: telespettatori 854 000 – share 5,20%[5]

## Black Betty
- Titolo originale: Woah Black Betty
- Diretto da: Stephanie Marquardt
- Scritto da: Brandon Margolis

### Trama
Nichelle affida a Deacon la busta sigillata inviatele dal proprio studio medico contenente il sesso del bambino che porta in grembo, affinché la tenga al sicuro fino alla festa che Annie intende organizzare per rivelarlo (Nichelle e Hondo infatti hanno preferito non saperlo in anticipo). Subito dopo la squadra riceve una chiamata riguardo a un'apparente situazione con ostaggi; giunti sul posto e liberate le persone, Hondo e i suoi scoprono che nessun ostaggio ha contattato il 911, intuendo che si è trattato di un diversivo per rubare il loro veicolo blindato, Black Betty. Luca reagisce peggio degli altri dato che, in quanto autista, considera il mezzo una propria responsabilità, ma Hondo e Street lo confortano. Tutti si impegnano immediatamente per rintracciare e recuperare Black Betty, acquisendo un video di sorveglianza che mostra un uomo utilizzare un dispositivo tecnologico per clonare la chiave del veicolo, identificato in Bryce McCabe. Irrompendo nel suo appartamento, vuoto, si imbattono nell'Agente Speciale dell'FBI Jackie Vasquez, una ex collega di Hondo quando lui prestava servizio nella Divisione Hollywood; in seguito lei aveva presentato richiesta per entrare nella SWAT ma la Commissione preposta, della quale faceva parte anche il Comandante Hicks, ne aveva respinto la candidatura perché donna, cosa per la quale lei prova ancora risentimento nei suoi confronti. Hicks autorizza un'indagine congiunta dopo che Vasquez condivide con loro che McCabe è oggetto di investigazione da parte del Bureau da due anni. I fasulli agenti SWAT che hanno rubato Black Betty si dirigono alla filiale di una banca e trafugano qualcosa da uno dei caveau; durante lo scontro a fuoco con la squadra, Vasquez inaspettatamente li lascia fuggire. Al quartier generale, Hicks e Hondo sono furiosi con lei, anche perché il Comandante ha sentito il proprio omologo all'FBI e ha scoperto non esiste alcuna indagine su McCabe. Hondo la accusa di complicità con l'uomo, lei nega allora gli altri due la esortano a dire la verità: Jackie rivela che è sulle tracce di McCabe perché sospetta che stia lavorando per il terrorista Gustav Varner, il quale ha attaccato diverse nazioni della NATO con alcuni ordigni, e pensa che ora tocchi agli Stati Uniti. Questo è il motivo per cui ha consentito a McCabe di fuggire, in modo che li conduca da Varner. Uno dei complici di Bryce che la squadra è riuscita ad arrestare, confessa loro il luogo d'incontro in cui McCabe consegnerà il blindato a Varner. Il criminale e il resto del gruppo vengono arrestati e Hicks informa Vasquez che l'FBI non avrà il merito per il successo del caso, ma a lei sta bene perché non svolge il proprio lavoro per il merito, bensì per aiutare le persone. A questo punto, Hicks le porge le proprie scuse per aver respinto la sua candidatura alla SWAT, e lei si scusa per non essere stata sincera dall'inizio.
Annie non ha avuto tempo di preparare la torta per la festa per il nascituro essendo impegnata con le lezioni alla facoltà di legge, quindi alla fine dell'episodio i colleghi preparano una sorpresa per Hondo e Nichelle nel piazzale del quartier generale, addobbando Black Betty con palloncini rosa e tutti festeggiano la notizia.
- Guest star: Jessica Camacho (Jackie Vasquez), Matt McTighe (Bryce McCabe), Monroe Robertson (Gustav Varner), Otis "Odie" Gallop (Sergente Stevens), Robert Palmer Watkins (Mason Jones), Tunisia Hardison (direttore della banca), Jasmine Williams (donna in ostaggio).
- Ascolti USA: telespettatori 4 440 000[7]
- Ascolti Italia: telespettatori 758 000 – share 4,50%[8]

## Una brutta giornata
- Titolo originale: Maniak
- Diretto da: Cherie Dvorak
- Scritto da: Kent Rotherham

### Trama
Alexi Roman, un pericoloso assassino detenuto, ottiene l'autorizzazione di uscire per condurre il locale Dipartimento dello Sceriffo sul luogo nel quale ha seppellito il cadavere di una sua vittima, il proprio autista, che non era stato ancora ritrovato, affinché la famiglia possa trovare pace. Alla S.W.A.T. viene chiesto di unirsi per fungere da rinforzi, tuttavia Hondo non si fida di Roman credendo che sarà un "giro a vuoto". Effettivamente, esso si rivela una trappola orchestrata dall'uomo, che fugge su un elicottero guidato da un complice davanti alle forze dell'ordine. Si pensa subito che egli non lascerà la città bensì che vi rimarrà per occuparsi dei propri nemici, cioè tutti coloro che hanno testimoniato contro di lui in tribunale. Mentre la S.W.A.T. inizia a rintracciare questi ultimi per avvertirli che sono in pericolo, ricostruiscono anche la storia di Roman: nato in Russia, è stato espulso dall'esercito per aver aggredito una recluta e a seguito di tale avvenimento è emigrato a Los Angeles, dove ha maturato l'idea del "sogno americano" aprendo un nightclub diventato posto di ritrovo per la malavita. Come capo era però terribile: marchiava a fuoco gli impiegati con un simbolo a forma di "V" ed esercitava nei loro confronti violenza fisica; è finito in carcere per omicidio per aver appunto ucciso il proprio autista, il quale era un informatore per l'ufficio del procuratore distrettuale e quella notte portava un microfono; la registrazione del delitto è stata l'unica prova che ha permesso di attribuire a Roman l'ergastolo. Chi l'ha aiutato a fuggire sono suoi compagni soldati russi espulsi, poi identificati e arrestati in un banco dei pegni. Il solo assente è proprio Roman, che la squadra intuisce stia cercando qualcosa di molto importante, finché scoprono che intende trovare la figlia (di cui essi ignoravano l'esistenza, pensando che avesse lasciato i propri cari in Russia) per recuperarlo. La ragazza è Amber Morgan, all'epoca responsabile del nightclub (in cui aveva iniziato come barista), che la prima volta aveva nascosto l'identità ai poliziotti; ella ha comprato presso il banco dei pegni un portasigari che non sapeva fosse il padre, è proprio questo oggetto che lui sta cercando in quanto all'interno vi aveva nascosto dei diamanti rubati in precedenza da una gioielleria, e ora è convinto che la figlia glieli abbia sottratti. I diamanti sono spariti allora lei confessa tutto alla S.W.A.T. e accetta di aiutarli a catturare il padre. Durante una telefonata monitorata che sarebbe dovuta servire a individuare la posizione di Roman, Amber crolla sotto la pressione e gli ammette di non avere con sé le pietre, dunque lui deduce chi li ha, ovvero la moglie dell'autista (li aveva presi quest'ultimo per poi riporli nel garage di casa), partendo subito per recuperarli. Nel frattempo, Street è incaricato di proteggere la donna insieme a Miguel Alfaro, un nuovo arrivato alla squadra di Los Angeles col quale scorre cattivo sangue: i due si conoscono da quando avevano diciannove anni, hanno frequentato l'Accademia insieme e lavorato a Long Beach, dove non si sopportavano; inoltre, Alfaro ha fatto un reclamo anonimo per denunciare Street come poliziotto corrotto (anche se non era vero), così nel momento in cui Jim ha appreso che l'altro aveva presentato domanda per la squadra di Los Angeles ha scritto una lettera confidenziale per la Commissione nella quale esponeva le ragioni per cui lo reputava inaffidabile e non adatto; Hicks, tuttavia, gli dice che malgrado la lettera sia stata presa in considerazione, Alfaro è stato reclutato, ordinandogli di risolvere qualunque problema abbiano. Non appena Roman compare nella casa dell'autista, i due stanno per prendersi a pugni (anche perché Alfaro aveva insultato Nate, il fratellastro di Street), ma lasciano perdere per inseguirlo, e alla fine viene arrestato. Hondo prende in disparte Alfaro, dicendogli che Street è un ottimo agente e consigliandogli di seguire il suo esempio, per evitare complicazioni. Il nuovo si scusa con Street per il comportamento avuto verso di lui, e i due sanciscono la riconciliazione con una stretta di mano. Nel corso dell'episodio, Hondo si imbatte in una sua ex fiamma, la Vice Procuratrice Nia Wells, la quale gli rivela che la seconda possibilità con il marito non ha funzionato e lascia intendere di voler riprendere il loro legame; Hondo però la ferma spiegando di avere una relazione molto seria e che sta per diventare padre. Inoltre, Nichelle incontra l'Ispettrice Generale che ha bloccato il programma (istituito dal proprio centro sociale) che prevede l'intervento di volontari civili nei casi di persone mentalmente instabili in modo da non distogliere i poliziotti dalle vere emergenze; dato che esso è stato rilevato dal LAPD, il che significa più risorse e fondi, la donna le propone di gestirlo lei stessa. Nichelle rifiuta pensando al conflitto d'interessi che nascerebbe poiché sta con un agente, ma Hondo la convince ad accettare.
- Guest star: Brigitte Kali Canales (Agente Alexis Cabrera), Niko Pepaj (Agente Miguel Alfaro), Nikiva Dionne (Vice Procuratrice Distrettuale Nia Wells), Ivica Marc (Alexi Roman), Emily Hall (Amber Morgan), Jeff Corbett (sceriffo Doyle), Serge Didenko (Serge), Lauren Stamile (Ispettrice Generale Mary Jones), Lindsay Pulsipher (Odette Cobb), Bogdan Yasinski (Kiril Ivanovo), Vladimir Tevlovski (Pavel Kuznetsova).
- Ascolti USA: telespettatori 4 630 000[9]
- Ascolti Italia: telespettatori 690 000 – share 4,50%[8]

## Terra promessa
- Titolo originale: Unraveling
- Diretto da: John Terlesky
- Scritto da: Amelia Sims

### Trama
La S.W.A.T. si occupa di taccheggiatori impazziti che attuano furti flashmob e nel corso di un loro assalto ad un centro commerciale una donna, Latoya Turner, muore. La squadra 20 parte subito all'identificazione e alla ricerca della banda, mentre Deacon ha un momento di sconforto ritenendosi responsabile di aver sparato, in mezzo al caos, il proiettile che l'ha uccisa; più tardi, Hicks gli comunica che le perizie balistiche lo scagionano e lui allora si tranquillizza ed è determinato a renderle giustizia. Tan recupera i filmati dei cellulari dei presenti al momento della rapina, che rivelano che Latoya non è stata una vittima casuale, in realtà era proprio il bersaglio. Si scopre che lei aveva aiutato un'immigrata cinese a sfuggire da una situazione di sfruttamento all'interno di una fabbrica tessile, assumendosi l'impegno di liberarne anche il fratello e altri otto operai, tutti giunti dalla Cina con la promessa di una vita migliore; un contatto di Tan dai tempi della Buoncostume riconosce il logo disegnato da Grace e li indirizza verso il brand di una stilista che si rifornisce dalla fabbrica, la quale dopo molte insistenze riferisce agli agenti il nome del proprietario, William Chen, arrivato sempre dal Paese asiatico con un visto per studio. La squadra è in grado di rintracciare e arrestare Chen e liberare gli operai, compreso il fratello di Grace, che ringrazia Deacon (la sorella di Latoya, agente immobiliare, li ospiterà in uno degli appartamenti che gestisce). Nel frattempo, Nichelle affronta le prime difficoltà con il proprio incarico presso l'ufficio dell'Ispettrice Generale, acuite dal fatto che Hondo è un poliziotto: l'Ispettrice vorrebbe chiudere il programma del "Buon vicinato" (lo stesso tramite cui Luca ha acquistato la propria casa), ma Nichelle prima decide di parlare con coloro che ne hanno usufruito per verificare che sia ancora utile, e alla fine propone non di chiuderlo del tutto bensì di migliorarlo. Dopo che l'agente Zoe Powell ignora gli ordini sul campo, Hondo la "affida" a Street affinché le faccia comprendere cosa significhi far parte di un gruppo e che le azioni hanno conseguenze; Street chiede consiglio a Deacon e poi riesce a farla aprire: lei infatti gli racconta che prima della S.W.A.T. lavorava al Dipartimento dello Sceriffo, nell'unità di soccorso, che un giorno il suo partner Gabe ha avuto un incidente pur avendo seguito precisamente tutte le norme di sicurezza e che ora è costretto a vivere in ospedale, ed è per questo che lei non crede più nel protocollo. Hondo avverte Street che se Powell non cambierà atteggiamento, lui potrebbe anche allontanarla dalla squadra, ma Street ne prende le difese affermando di aver intuito del potenziale in lei (anche perché in lei rivede se stesso dei primi tempi, dato che anche lui era indisciplinato e diffidente - è stato anche cacciato per un periodo -). Da questo momento diventa una sua responsabilità.
- Guest star: Jona Xiao (Grace), Austin Highsmith Garces (Vivian Trembley), Christopher Goodman (Theo), Sean Carrigan (Purdue), Lord KraVen (Snazzy B), Eddie Yu (William Chen), Eli Fucile (Hunter), Ashlee Grubbs (Katie), Candace Kirstin West (Latoya), Hayden Lam (ragazzo incappucciato), Alfred Hsing (Park Lin), Daniel Elman (uomo mascherato), Sabrina Stull (commessa).
- Ascolti USA: telespettatori 5 090 000[10]
- Ascolti Italia: telespettatori 726 000 – share 4,00%[11]

## Il santo
- Titolo originale: Checkmate
- Diretto da: Stephanie A. Marquardt
- Scritto da: Brandon Sonnier e Alan Morgan

### Trama
Deacon ha regalato a Hondo e Nichelle vestiti e giocattoli - la maggior parte praticamente nuovi - appartenuti ai propri figli in vista dell'arrivo della loro bambina; a lui ed Annie non servono più dato che i figli sono cresciuti e preferiscono donarli a qualcuno piuttosto che disfarsene. Mentre Hondo e Nichelle ispezionano gli scatoloni, lui riceve una chiamata di lavoro: il Detective Alexander Rios è stato aggredito nella propria auto ed è scomparso. Per Hondo è un fatto personale e si sente responsabile poiché è stato lui a convincere Rios a continuare a dare la caccia a Hank St. John, detto "Saint", l'ex amico del padre diventato un criminale che sovvenziona diverse attività illegali a Los Angeles e che Hondo finora non è stato in grado di smascherare. Con l'obiettivo di chiudere definitivamente la sua intera operazione, Rios aveva iniziato a informarsi su di lui, individuando i suoi covi e attuandovi dei raid; nel corso di uno di questi, sono stati trovati un laptop altamente criptato e una chiavetta che serve da apertura, che potrebbero dunque imprimere una vera svolta all'indagine; Rios era diretto al reparto informatico della Polizia per consegnare la chiavetta nel momento in cui è scomparso, allora Hondo deduce che sia stato rapito dagli uomini di Saint per impedirgli di recapitare le prove. Hondo, furioso, affronta il criminale che però finge di non sapere di cosa stia parlando; Hicks, che ha ricevuto lamentele dal Sindaco per il suo comportamento, lo mette in guardia sulle reazioni che, da fuori, potrebbe suscitare vedere un uomo afroamericano che ne tormenta un altro, perlopiù di successo come lo è Saint, e Deacon gli consiglia di rallentare e di restare concentrato sul caso. Al Quartier Generale giunge la moglie di Rios, preoccupata per il marito, e Hicks la aggiorna. La situazione peggiora ulteriormente quando il laptop sparisce dall'archivio prove: Street e Powell inseguono il ladro che a sorpresa si rivela essere Charlie Rios, il figlio del detective, anch'egli nelle forze dell'ordine; ha preso il laptop perché gli uomini di Saint gli hanno inviato un video in cui gli dicono che il padre sarà ucciso se non riavranno indietro il computer. Osservando attentamente il filmato, Hondo riconosce il logo di Raymont Harris, che ha ormai avviato un'attività imprenditoriale finanziata da Saint, e si reca da lui per cercare di convincerlo che Saint non è la persona che crede, che è un delinquente, ma Raymont non vuole ascoltarlo. La squadra 20 irrompe nel magazzino del giovane, solo per scoprire che Rios è stato spostato, qualcuno dei dipendenti di Raymont deve aver informato Saint: ovvero Phoebe, sorella di Marcus, autista del criminale. Più tardi, si ha la conferma che Rios è fortunatamente ancora vivo e Hondo promette a Phoebe che salveranno suo fratello. Nel frattempo, appena Saint minaccia di morte Marcus, Rios afferma di aver nascosto la chiavetta nella propria auto: al parcheggio, Saint recupera l'USB e ordina ai suoi uomini di giustiziare sia il detective che Marcus e di abbandonarne i corpi in modo che non si possa risalire a lui. Hondo e la squadra riescono però a localizzare l'auto di Saint, arrestano gli scagnozzi smantellando l'intera operazione e salvano Rios e Marcus; Saint tenta di fuggire non avendo intenzione di trascorrere la vita in prigione, spara a Hondo ma quest'ultimo lo sottomette e lo arresta; avendo la chiavetta, ora possono provare che è corrotto. Il detective Rios viene ricoverato in ospedale dov'è raggiunto dalla moglie che ringrazia Hondo; lui a propria volta ringrazia Rios per l'impegno nell'indagine e gli comunica che il figlio Charlie subirà soltanto un richiamo ufficiale, dato che le sue azioni sono state dettate dall'angoscia. Durante l'episodio, Powell è irritata con Street per averla assegnata all'armeria, ritenendola una punizione per la propria insubordinazione, e gli fa capire di non aver bisogno di un mentore, ma lui, che ha accettato di prenderla sotto la propria ala, è ancora convinto di poterle insegnare a non commettere gli stessi errori fatti da lui stesso nei primi tempi alla S.W.A.T. . Luca si preoccupa per Hicks avendo notato improvvisi cambiamenti nel suo comportamento: inizialmente, sentendolo parlare al cellulare con una dottoressa, crede che sia gravemente malato; l'equivoco si chiarisce quando Hicks stesso gli svela che in realtà ha un appuntamento romantico con una donna ed è un po' agitato in quanto non ha frequentato nessuna per tantissimi anni. Luca si offre di aiutarlo a scegliere il look adatto.
- Guest star: Lombardo Boyar (Detective Alexander Rios), Carl Lumbly (Hank "Saint" St. John), Spence Moore II (Marcus), Porter Duong (Vika Sloan), Aaron Bledsoe (Raymont Harris), Joy Brunson (Phoebe), Michael D. Aguilar (Charlie Rios), Peter Arpesella (Ellis), Kristopher Charles (Lucius), Hope Diaz (Maria Rios), Karim Phelps (Kory), Xavier Charles (Odell), Wayne Riggan (agente LAPD).
- Ascolti USA: telespettatori 5 000 000[12]
- Ascolti Italia: telespettatori 765 000 – share 4,50%[11]

## Colpo di scena
- Titolo originale: Sequel
- Diretto da: Oz Scott
- Scritto da: Sarah Alderson

### Trama
Un intruso si introduce nella villa di una nota attrice, Serena Mendez, sulle Hollywood Hills, e uccide la donna di servizio con un martello. Lei, nel panico, si chiude in un'altra stanza e chiama la Polizia, che allerta la S.W.A.T. . Hondo e i suoi giungono sulla scena e iniziano a perlustrare la proprietà per catturare l'uomo armato; improvvisamente, Hondo blocca una figura che sta scavalcando il muro di cinta ed è sorpreso nel trovarsi davanti Rodrigo Sanchez, l'ex Sergente che lo aveva sostituito come leader nel periodo in cui lui si era ritirato in Messico e che aveva fatto di tutto per estrometterlo dalla S.W.A.T., finché Deacon non gli aveva trovato un impiego molto più remunerativo nella sicurezza di una grossa casa di produzione cinematografica. Sanchez è lì in quanto è la guardia del corpo di Serena: spiega di aver visto brevemente l'intruso, che gli ha sparato, e che lo stava inseguendo. L'attrice riferisce di avere parecchi stalker e Hondo pensa che sia uno di loro, ma Sanchez gli dice di averli già controllati e sono tutti innocui. Hondo non si fida e fa eseguire accertamenti supplementari, dai quali emerge un nome che a Sanchez era sfuggito: un certo Leo Smith, un regista che ha contattato Serena online ripetutamente per chiederle di recitare nel proprio film; lei non gli ha mai risposto quindi lui ha cambiato opinione, definendola capricciosa e senza talento e augurandole la morte. La squadra 20 si reca al suo appartamento, rinvenendo foto della Mendez; lui ammette che per arrotondare vende immagini delle celebrità ma per l'irruzione ha un alibi. Sebbene siano senza sospettati, Hondo preferirebbe che Serena si trasferisse al Quartier Generale per poterla tenere al sicuro, ma Sanchez si oppone sostenendo di essere perfettamente in grado di affrontare l'uomo armato se dovesse ripresentarsi, tanto più che il ragazzo di lei, Cody, lo sta aiutando ad installare un sofisticato sistema d'allarme. Street e Powell cercano informazioni su quest'ultimo, da cui risulta che sia passato dall'essere al verde al poter regalare una Lamborghini nuova di zecca alla fidanzata pagandola in contanti. Powell deduce che deve aver trovato dei soldi all'interno della villa. Si scopre inoltre che l'intruso è Ari Peretz, ex militare della mafia israeliana appena rilasciato dopo aver scontato cinque anni per evasione fiscale; i federali ne hanno confiscato i beni e messo all'asta la casa, la stessa in cui vive la Mendez, perciò si capisce che Peretz rivuole il denaro, ben sei milioni di dollari che aveva nascosto nelle pareti del bagno. Deacon chiama Sanchez per aggiornarlo, consigliandogli di mettere da parte l'orgoglio e portare Serena al Quartier Generale; questa volta Sanchez si convince, ma mentre lui e l'attrice si accingono a partire un furgone accosta e i due vengono sequestrati da Peretz e dai suoi complici. Egli interroga Serena per sapere dove sono i soldi, lei però non ne sa nulla anche se dice che il suo ragazzo stava ristrutturando il bagno quindi potrebbe averli lui; Peretz le fa chiamare Cody per fissare un punto di consegna del denaro, la S.W.A.T. lo intercetta prima comunicandogli di essere al corrente che i soldi li ha spesi e che il proprietario li rivuole. Grazie alle informazioni date da Sanchez sugli uomini del furgone prima che la linea cadesse, la squadra 20 individua il luogo, un capannone, in cui essi tengono lui e la Mendez. Accortosi della loro presenza, Sanchez distrae Peretz per consentire a Hondo di sparargli, i complici vengono arrestati e Sanchez e Serena liberati. Sanchez ringrazia Hondo per avergli salvato la vita e si dice contento che sia lui a capo della squadra.
Sul fronte personale, Tan cerca il regalo perfetto per Bonnie in occasione dell'imminente anniversario del loro primo appuntamento, e chiede consigli ai colleghi, desiderando qualcosa di speciale perché Bonnie è ad Atlanta da due mesi per lavoro e gli manca, avendo la sensazione che stiano vivendo due vite diverse. Non avendo elaborato alcuna idea originale, alla fine Tan accetta l'offerta di Sanchez di due biglietti per la première del film di Serena, ci saranno un ricevimento con champagne e molte celebrità; egli resta però deluso nell'apprendere che Bonnie deve restare ad Atlanta più del previsto. Luca, invece, viene a sapere da Kelly (la ragazzina che lui ha aiutato ad iscriversi in una scuola speciale per dislessici) che lei e la madre Tuana si trasferiranno a San Diego dato che quest'ultima ha avuto un'ottima proposta di lavoro lì, lei non vuole partire e prega Luca di far ragionare la madre. Lui ne parla con Street che gli fa capire che il motivo per cui la notizia lo ha turbato è che lui detesta i cambiamenti. Al termine dell'episodio, Kelly si presenta alla porta di Luca da sola, contrariata dal fatto che lui non abbia convinto la madre: lui le spiega che è vero, inizialmente i cambiamenti sembrano spiacevoli, ma poi ne possono derivare cose buone, promettendole di andare a trovarla a San Diego e insegnarle a fare surf, allora lei si tranquillizza.
- Note. In questo episodio ricompare Kelly, la ragazzina dislessica che Luca assiste nei compiti, interpretata da Angelica Scarlet Johnson, figlia di Kenny Johnson che interpreta Luca.
- Guest star: Jonathan Avigdori (Ari Peretz), David DeSantos (Sergente Rodrigo Sanchez), Taylor Cooper (Serena Mendez), Austin Woods (Cody), Angelica Scarlet Johnson (Kelly Stewart), John Michael Young (Leo Smith), Tyra Colar (Suzanne), Ace Hatem (donna di servizio).
- Ascolti USA: telespettatori 4 830 000[13]
- Ascolti Italia: telespettatori 733 000 – share 3,90%[14]

## Al sicuro
- Titolo originale: Guacaine
- Diretto da: Ben Hernandez Bray
- Scritto da: Ryan Keleher

### Trama
Durante un festival dello "Street Food" in cui è presente anche il camioncino di cucina guatemalteca di Luca sul quale lavorano Xiamara e Leticia, quattro uomini armati seminano il caos aggredendone un altro e sparando ad una guardia di sicurezza. La S.W.A.T. li identifica come spietati membri di un cartello della droga, una settimana prima la DEA ha effettuato un raid in una delle loro sedi sequestrando alcuni chilogrammi di sostanze. Dopo tre assalti ad altrettanti camioncini nell'arco di due ore, la squadra 20 deduce che i criminali sono sulle tracce di casse di avocado in cui avevano nascosto un'enorme quantità di cocaina andata persa nel corso della spedizione e che intendono recuperarla attraverso ogni mezzo. Emerge un collegamento con un'azienda agricola, uno dei cui fattorini, Benny Rizzo, ha involontariamente preso proprio la cassa che loro cercano; in seguito avviene uno scontro a fuoco tra i sicari e la S.W.A.T. in un supermercato, dove il capo della banda tiene in ostaggio un bambino, ma fortunatamente Hondo è in grado di salvarlo, uccidendo l'uomo. La cocaina viene riconsegnata alla DEA. Nel frattempo, Deacon porta con sé il figlio Matthew al Quartier Generale per insegnargli alcune mosse di boxe dopo che lui viene sospeso per una rissa fuori da scuola, e si interroga sul suo comportamento soprattutto quando Annie gli manda un messaggio in cui dice che la madre di un compagno del figlio lo accusa di aver iniziato la rissa. Al termine dell'episodio, Deacon, arrabbiato e deluso, chiede spiegazioni a Matthew e quest'ultimo rivela di aver dato un pugno al compagno perché lui aveva definito assassini i poliziotti e detto che la sua famiglia si è meritata la sparatoria di qualche anno prima. Deacon osserva che anche se qualcuno esprime commenti negativi, ciò non giustifica la violenza, e che come proclama la Bibbia, bisogna amare anche i propri nemici; Matthew è consapevole di aver sbagliato e ne è dispiaciuto, capendo di doversi recare a casa del compagno per chiedere scusa. Luca viene rimproverato da Xiamara per l'apparente calo dell'interesse verso la loro attività di cibo guatemalteco e si confida con Tan affermando che la propria speranza era che il camioncino rendesse la squadra ancora più unita, ma poi Chris li ha lasciati e tutti sono assorbiti dalle rispettive vite, e a lui sembra così di aver fallito. Tan gli fa notare che i guadagni del camioncino vanno benissimo e lo incoraggia a non rinunciare al suo sogno. Luca assicura a Xiamara che sarà più presente e che assumeranno un altro impiegato per permetterle di riposare, che si rivela essere proprio Tan. Nichelle, invece, si spaventa molto per l'irruzione forzata di due ragazzi all'interno del centro sociale che gestisce, manifestando a Hondo il desiderio di acquistare una pistola per proteggersi; convocata più tardi per identificarli, ne riconosce uno come uno al quale dava ripetizioni. Hondo si confronta con Deacon riguardo la volontà di Nichelle, dato che anche Annie si è procurata un'arma a seguito della sparatoria a casa loro; le sue preoccupazioni vertono principalmente sul pericolo che una pistola può rappresentare per una bambina, poiché la percentuale degli incidenti di minori è maggiore con armi in casa. Alla fine dell'episodio, Hondo dice a Nichelle che la sosterrà comunque se deciderà davvero di acquistare una pistola, ma prima vuole che lei comprenda bene cosa significhi maneggiarne una, spiegandole che a volte si hanno soltanto pochi secondi per decidere se sparare: allora le dà in mano quella con la quale si stava esercitando al poligono della S.W.A.T. istruendola su come mirare al bersaglio e su quando premere il grilletto; lei però si rende conto di non essere capace di togliere la vita ad un altro essere umano e rinuncia al proposito.
- Guest star: Brigitte Kali Canales (agente Alexis Cabrera), David Rees Snell (Detective John Burrows), Adela Paez (Leticia), Saul Huezo (Felix Soto), Colin O' Brien (Matthew Kay), Michael DeLorenzo (Ernie Delgado), Blanca Araceli (Xiamara), Peter Falls (Adam), Ck Bolado (Peter Medina), Suzanna Akins (Sabrina Furley), Miracle Laurie (Emily), Caleb Coffee (Dax), Mario Perez (Manny Leyva), Keenen Bray (Ramon Garza), Otis Winston (agente Holmes), Frank Krueger (Bechir), Eddie Kaulukukui (Benny Rizzo).
- Ascolti USA: telespettatori 4 930 000[15]
- Ascolti Italia: telespettatori 670 000 – share 3,80%[14]

## Gli oppressi
- Titolo originale: Pariah
- Diretto da: Cherie Gierhart
- Scritto da: Michael Gemballa

### Trama
La S.W.A.T. viene convocata dalla Omicidi sul luogo di una sparatoria di massa: qualcuno ha lanciato bombe molotov contro un call center e poi ha tirato fuori una pistola e iniziato a sparare per costringere le persone all'interno a uscire; un'ora prima è stato attaccato un centro di logistica e in entrambi i casi il responsabile si è dileguato su una Chevrolet Impala blu prima dell'arrivo delle forze dell'ordine. Deacon e Cabrera parlano in ospedale con uno dei dipendenti del call center, il quale lo descrive come giovane, ispanico e che indossava una felpa con cappuccio. Presto emerge che non ha agito da solo, infatti il tiratore del centro di logistica era vestito diversamente da quello del call center. L'auto viene rintracciata in una zona malfamata della città, territorio di una gang chiamata "Third Street Bravos", i cui membri sono naturalmente ostili ai poliziotti; una di loro tira una bottiglia verso Cabrera e gli agenti la arrestano per aggressione a pubblico ufficiale. Cabrera rivela che la ragazza è sua cugina Raquel, che la odia perché dieci anni prima l'ha denunciata in quanto aveva preso una brutta strada, facendole scontare un anno di prigione; da quel momento Alexis è stata considerata una spia da tutta la propria famiglia. Inizialmente Raquel non intende collaborare, ma poi cambia idea e respinge le accuse che dietro alle sparatorie ci siano i "Bravos", dichiarando che stanno cercando di incastrarli; dà il nome di Felipe Calvo, cacciato dalla gang per il comportamento troppo violento. La S.W.A.T. deduce che vuole vendicarsi costituendo la propria gang e che gli attacchi sono parte del processo di iniziazione; dato che prende di mira attività commerciali che assumono ex membri dei "Bravos", si affrettano a individuare il prossimo obiettivo, un bar. La ragazzina che avrebbe dovuto compiere l'assalto, Talia, viene fermata e arrestata; non vuole tradire Felipe, sebbene Hicks e Deacon le spieghino che se non li aiuterà finirà in prigione anche se ha solo diciassette anni. Cabrera è in grado di convincerla raccontandole di essere nata e cresciuta in quello stesso quartiere e dicendole di sapere, per questo, che si è unita ai "Bravos" semplicemente per non sentirsi emarginata. Talia scrive un messaggio a Felipe per incontrarsi, la squadra 20 arriva sul posto e avviene uno scontro a fuoco, che si conclude con l'arresto di Calvo e di due complici. Hondo si complimenta e ringrazia Cabrera per essere riuscita a far parlare Raquel e aggiunge che anche lui, all'inizio della carriera in Polizia, ha sperimentato le stesse sensazioni, trovandosi diviso tra l'attaccamento alla comunità afroamericana e la lealtà all'uniforme. Lei replica di aver lasciato East L.A. appena ha potuto, ora vive nella Valley, e lui le dice che non deve vergognarsi delle proprie origini. Alexis si riappacifica anche con la cugina e le dice che rifarebbe nuovamente ciò che ha fatto per spingerla a cambiare vita.
Tan si confida con Luca riguardo alla moglie: gli impegni lavorativi di Bonnie la tengono lontano, lui ne sente la mancanza e non è contento del fatto che non riescano più a vedersi in maniera costante. Inoltre, Luca riceve una notizia sconvolgente: ha una sorellastra, Eva Durant, una poliziotta impiegata presso la stazione di North Hollywood. Sua madre Sofia era una detective che tempo addietro ha lavorato con il padre di Luca, Carl, intrecciando con lui una relazione, e che non ha mai voluto dire la verità alla figlia, confessandogliela soltanto in punto di morte. Luca non reagisce bene: ritiene sia una bugia, non volendo credere che il padre possa aver tradito la madre e non accettando di vedere la loro famiglia distrutta; Tan gli consiglia di parlare con Eva, la quale in fondo desidera semplicemente conoscerlo. Successivamente, Luca cerca informazioni su Sofia, confermando la storia di Eva, e poi si reca alla stazione di North Hollywood dove si scusa con lei e le propone di mangiare insieme, scoprendo di condividere la passione per la cucina guatemalteca e per il surf. Hondo si prepara a conoscere i genitori di Nichelle per la prima volta, ma è preoccupato poiché Wesley, il padre, è insoddisfatto che lei abbia scelto di crearsi una famiglia con un uomo come lui (che viene da South L.A., mentre i Carmichael sono abbastanza benestanti dato che lui è stato Rettore della Facoltà di Scienze Sociali della Cornell University di Ithaca per cinque anni - sono tornati sulla West Coast in vista della nascita della nipotina - e la moglie Loretta era un'agente immobiliare prima della pensione). Hondo ne parla con Deacon, e quest'ultimo gli racconta la propria esperienza con i genitori di Annie, li aveva assecondati ed era andato tutto bene. Nel corso della cena, però, il padre di Nichelle accenna alla possibilità che lei e Hondo si spostino in un quartiere migliore quando diventeranno genitori, Hondo chiarisce che non spetta a loro decidere dove e come crescere la bambina; Nichelle ribadisce di essere felice della propria vita e di avere accanto il compagno; Wesley pretende che Hondo gli porga le scuse, lui rifiuta e allora i genitori di Nichelle se ne vanno infuriati.
- Guest star: Brigitte Kali Canales (agente Alexis Cabrera), Kelly Overton (agente Eva Durant), David Rees Snell (Detective John Burrows), Damien Leake (Wesley Carmichael), Lys Perez (Raquel), Jandres Burgos (Felipe Calvo), Deja Monique Cruz (Talia), Monnae Michaell (Loretta Carmichael), D. Elliot Woods (Ellis), Rhied De Castro (Henry), Alejandro De Anda (Hector Reynoso), Alfredo Castillo Martinez (Rafael Galindo), Shelby Shea (ragazza alla fiera d'arte).
- Ascolti USA: telespettatori 5 420 000[16]
- Ascolti Italia: telespettatori 678 000 – share 3,70%[17]

## Il testimone
- Titolo originale: Witness
- Diretto da: Alex Russell
- Scritto da: Mellori Velasquez

### Trama
Abby, una donna che vive in un rifugio per senzatetto, dopo la sparizione del figlio Micah di otto anni, ne prende in ostaggio i membri dello staff credendoli coinvolti nella vicenda. La S.W.A.T. è in grado di farla ragionare per collaborare alla ricerca del bambino. Grazie al video di una telecamera di sorveglianza di un negozio, si vede che l'inserviente del rifugio è scappato insieme a Micah, si tratta dunque di rapimento. L'uomo in realtà si chiama Liam Dunn e ha scontato quattro anni di prigione a Corcoran per aver aggredito un poliziotto. Le indagini conducono ad una banda di motociclisti che sta dando la caccia al bambino perché quest'ultimo ha involontariamente assistito ad un omicidio quando si è allontanato di nascosto dal rifugio per osservare le acrobazie di alcuni skaters in un magazzino abbandonato nelle vicinanze. Micah ha informato Dunn e l'inserviente ha deciso di scappare con lui invece di recarsi dalle forze dell'ordine in quanto non si fida di loro a seguito del proprio arresto; non l'ha rapito, lo sta proteggendo. Successivamente, lo porta a casa dell'ex moglie, ma la banda li rintraccia, Dunn viene gravemente ferito, e anche l'ex moglie finisce in ospedale, dove racconta a Deacon che il figlio suo e di Liam è morto a causa del fuoco incrociato: Micah gli assomiglia tantissimo, e probabilmente è per questo che Dunn vuole proteggerlo a tutti i costi, in memoria di quello che ha perso. Tan e la detective Ramona Quinn, che sta aiutando la S.W.A.T. nel caso, vanno nel parco in cui dovrebbero trovarsi Dunn e Micah, imbattendosi però nella banda di motociclisti. La detective si rivela corrotta, è stata lei a dirigerli lì. Dunn riesce a tenerli lontani dal bambino fino all'arrivo della squadra 20, e Hondo spara a Quinn uccidendola. Micah si riunisce alla madre. Nel corso dell'episodio, Street lascia che la storia personale con la madre offuschi il proprio giudizio, mettendo in dubbio la sincerità di Abby e accusando la sua dipendenza dalle droghe di essere la causa della scomparsa del figlio; in sala interrogatori perde il controllo al punto che Deacon lo estromette dal caso, allora Street si confida con Tan, il quale gli ricorda che le persone non sono tutte come Karen, e anzi possono cambiare in meglio. Hondo e Nichelle si scontrano sulle rispettive credenze spirituali dopo che a casa arriva un pacco da parte della madre di Hondo contenente il vestitino per il battesimo da far indossare alla loro figlia: infatti Nichelle non ha mai considerato di battezzarla, dicendo che la religione le era stata inculcata da bambina ma vuole che la piccola invece possa scegliere liberamente se e in cosa credere. Hondo ne parla con Deacon, che gli consiglia di capire perché ritiene il battesimo importante, e dopo spiega alla compagna che lui lo percepisce come un ulteriore mezzo di protezione nei confronti della loro figlia, in un momento storico drammatico come quello attuale. Alla fine, Nichelle acconsente a far battezzare la figlia a patto che la chiesa la scelga lei.
- Nota. L'episodio è diretto dall'attore Alex Russell, interprete di Jim Street, alla sua seconda regia nella serie dopo quella dell'ottavo episodio della quinta stagione.
- Guest star: Emily Swallow (detective Ramona Quinn), Tania Raymonde (Abby), Jeremy Maguire (Micah), Karl Makinen (Liam Dunn), David O' Hara (Walter), Kate Orsini (Diana), Toni Christopher (Ruth), Aaron Colom (poliziotto di Pasadena), Jean Claude Leuyer (Bobby Mason), Joe Bucaro (Jack Willis).
- Ascolti USA: telespettatori 5 530 000[18]
- Ascolti Italia: telespettatori 668 000 – share 4,00%[17]

## Espiazione
- Titolo originale: Atonement
- Diretto da: Gonzalo Amat
- Scritto da: Kent Rotherham e Cshediiz Coleman

### Trama
Un'auto con un uomo alla guida esplode per strada in pieno giorno. Sulla scena, la S.W.A.T. si imbatte in Jackie Vasquez, l'agente dell'FBI amica di Hondo, e poiché si sospetta che l'esplosione sia stata la prima di una serie oppure un test per un evento molto più spaventoso, si forma una task force congiunta. Risulta che l'uomo, Pavlo Koslov, fosse di nazionalità ucraina e rifugiato negli Stati Uniti con la propria famiglia allo scoppio del conflitto con la Russia; alla notizia dell'esplosione, la famiglia è scomparsa. In seguito emerge che Koslov in realtà si chiamava Yri Vitruk: lui e gli altri, che non sono suoi familiari, sono componenti di una fazione di terroristi russi ultranazionalisti infiltrati nella comunità ucraina per agire dall'interno, con l'intenzione di ricostituire una nuova Unione Sovietica pura, senza contaminazioni degli infedeli. La squadra 20, con la collaborazione dell'FBI, cerca di individuare i prossimi obiettivi della cellula, anche grazie ad una conoscenza di Deacon, Padre Dorner, un prete cattolico che è uno dei fondatori dell'organizzazione umanitaria che ha coordinato il trasferimento dei rifugiati ucraini. Inizialmente si dirigono presso il consolato dell'Ucraina, poi si rendono conto che il vero bersaglio è una chiesa, punto di riferimento della loro comunità: Hondo abbatte uno degli estremisti con un colpo di precisione, un altro viene arrestato, mentre Deacon è in grado di disinnescare la bomba piazzata. Nel corso dell'episodio, sempre Deacon condivide con Hondo una tragedia del proprio passato che getta luce sul motivo per cui è diventato religioso: quindici anni prima, lui e l'amico Keith stavano rincasando dopo essere andati al concerto di una band a Las Vegas, ma si sono addormentati in auto e hanno avuto un incidente. Deacon si è risvegliato in terapia intensiva e al suo capezzale c'era Padre Dorner che gli ha comunicato la morte di Keith: è così che si sono conosciuti. Deacon era furioso con Dio domandandosi perché non fosse morto lui stesso invece dell'amico e prova ancora senso di colpa poiché se non avesse chiesto a lui di guidare quella notte, sarebbe ancora vivo; o se entrambi non si fossero addormentati, l'incidente non sarebbe avvenuto. Grazie a Padre Dorner, è cambiato, si è reso degno di Annie, anche se attribuisce all'incidente il merito di averlo rimesso in carreggiata, e ha imparato a fidarsi nuovamente di Dio. Alla fine dell'episodio, Deacon esprime al prete la gratitudine per averlo salvato all'epoca e si confessa per avere l'assoluzione dal senso di colpa.
Luca presenta Eva al fratello Terry, solo per scoprire che quest'ultimo sapeva della sua esistenza da tre anni e si scontrano perché lo ha tenuto all'oscuro; oltre al fatto che Terry la tratta in modo sgradevole, spingendola a non voler più avere rapporti con loro. Successivamente, Terry consegna a Luca una lettera da dare a Eva per scusarsi, lui promette che gliela recapiterà ma quando tenta di spiegarle che Terry è una brava persona lei replica che aveva ragione ad affermare che non fa parte della loro famiglia, e forse dovrebbero lasciare le cose così. Quando un'auto esplode a Los Angeles, il team lavora con una task force dell'FBI per trovare e fermare gli altri membri del gruppo, che stanno pianificando ulteriori attacchi.
- Guest star: Lou Ferrigno Jr. (Donovan Rocker), Jessica Camacho (Agente Speciale dell'FBI Jackie Vasquez), Kelly Overton (agente Eva Durant), Ryan Hurst (Terry Luca), Otis "Odie" Gallop (Sergente Stevens), Niko Pepaj (agente Miguel Alfaro), Dennis Volochkov (Mykola Koslov / Dmitri Enten), Sasha Golberg (Maxim Koslov / Lev Gorki), Erik Passoja (padre Dorner), Jacqueline Hahn (sorella Irene), Emma Malouff (Oksana Melnik), Conroe Brooks (Pete), Michael Petrone (artificiere dell'FBI), Anne Beyer (Boyka Koslov / Uma Petrova), Yorgo Constantine (Pavlo Koslov / Yri Vitruk).
- Ascolti USA: telespettatori 5 540 000[19]
- Ascolti Italia: telespettatori 705 000 – share 3,80%[20]

## Legami
- Titolo originale: Addicted
- Diretto da: Mahesh Pailoor
- Scritto da: John Amato

### Trama
In un gruppo di sostegno per tossicodipendenti, un ragazzo compie una sparatoria e il detective Burrows della Omicidi informa la S.W.A.T. che il tiratore corrisponde alla descrizione dell'individuo che ha sparato all'autista di un van fermo ad un semaforo quella mattina, perciò si cerca di capire il collegamento tra le due vittime. L'aggressore viene identificato come Tim Spragg, che ha perso il fratello Adrian morto per overdose un mese prima: divenendo chiaro che ha preso di mira le persone ritenute responsabili della sua morte per vendicarsi, la squadra 20 corre per fermare la sua furia omicida. Il padre di Tim riferisce agli agenti che il figlio non ha superato la morte del fratello e menziona il centro di recupero nel quale Adrian era stato ricoverato per la riabilitazione, a Malibù. Tan e Street vi si recano per avvertire lo staff del pericolo, ma Spragg li precede; Street lo insegue ma lui ruba un'auto e fugge. Hondo e Tan interrogano il direttore del centro scoprendo che egli, con la complicità del personale, rendeva i pazienti ancora più dipendenti dalle sostanze invece di aiutarli ad uscirne, affinché tornassero in clinica più volte. Intanto, emerge il collegamento tra le prime vittime: l'autista del van infatti trasportava i pazienti reclutati dal direttore del centro. La psicologa che aveva in cura Adrian racconta che quest'ultimo, nel suo video di affermazione, uno strumento da lei utilizzato nella terapia attraverso cui i pazienti parlano di ciò che sta loro a cuore e che quando temono una ricaduta, guardano per ricordarsi per cosa vale la pena vivere, parlava molto del fratello, di quanto gli fosse grato e di quanto gli volesse bene; incolpava quasi sempre solo sé stesso, ma più volte ha nominato il suo allenatore di basket del college, accusandolo di essere l'origine della propria dipendenza: era stato lui infatti a spingerlo ad assumere antidolorifici dopo un infortunio, e nel momento in cui il medico glieli aveva sospesi, Adrian era passato all'eroina. L'allenatore deve essere il prossimo obiettivo di Tim. Powell deduce che per lui, incolpare qualcuno della morte del fratello deve essere stato più facile che accettare il trauma; Street capisce che si sta riferendo anche al proprio ex partner Gabe, rimasto paralizzato dopo un'operazione di salvataggio, e pensa che lei debba andare a fargli visita dato che non è ancora stata capace di perdonarsi per ciò che è capitato. Tim rintraccia l'allenatore Ron Harley, gli punta contro una pistola e lo costringe a salire su un autobus barricandosi all'interno. La S.W.A.T. giunge sulla scena e Hondo tenta di far desistere il ragazzo dalle sue intenzioni senza successo, allora Powell si offre di parlargli dicendo che può mostrargli il video di Adrian registrato nel corso della terapia, in cui quest'ultimo ricorda i momenti gioiosi trascorsi con lui; mentre Tim è impegnato a guardarlo, Deacon e Tan salgono sul tetto dell'autobus e si calano attraverso il pannello d'emergenza, stordendolo con una granata per poterlo arrestare. Hondo e Street si complimentano con Powell, e Tim la ringrazia per avergli mandato il video. Lei declina la proposta di Street di bere un drink perché ha riflettuto su quello che lui le ha detto e ha deciso di andare a Burbank a trovare Gabe per scusarsi di non essergli stata accanto dopo l'incidente.
Luca si rivolge a Hondo chiedendogli di intercedere con il Capitano della stazione di Eva per farla salire di grado, sospettando che qualcuno ne stia intralciando la carriera poiché è di pattuglia da sedici anni; lei lo scopre e si arrabbia con lui, ripetendogli di non voler avere rapporti con la sua famiglia. Hondo la sente chiamarlo "fratello" e Luca gli conferma la loro parentela, ammettendo di non sapere come comportarsi perché sono partiti con il piede sbagliato. Hondo gli consiglia di lasciare a Eva i propri spazi, essendo difficile recuperare anni di vita in pochi mesi; Luca si presenta alla fine del turno della sorella scusandosi per aver interferito, lei gli spiega che vuole stare di pattuglia perché fa da mentore alle reclute appena uscite dall'accademia, e lui replica di essersi reso conto che ha bisogno di tempo e che, quando lei vorrà, potranno instaurare un vero rapporto.
Nichelle si occupa di un caso di abuso di potere per conto dell'Ispettrice Generale, e al termine dell'episodio ammette a Hondo di sentirsi sopraffatta dal confrontarsi continuamente con ingiustizie e violenza, domandandogli come faccia a gestirlo; lui risponde che ogni volta che vuole staccare dal lavoro, pensa a lei e alla loro bambina, immaginando che sarà intelligente, spiritosa e forte proprio come lei. Deacon è colto alla sprovvista quando la moglie Annie prende una decisione riguardante la figlia Lila senza consultarlo, discutono, e poi lui fa lo stesso con la decisione opposta che però provoca conseguenze inaspettate; alla fine comunque si chiariscono.
- Guest star: David Rees Snell (Detective della Omicidi John Burrows), Bre Blair (Annie Kay), Kelly Overton (agente Eva Durant), Amanda Lowe - Oadell (Lila Kay), Josh Breslow (Rich), Jonney Ahmanson (Harry), Tyler Hansen (Tim Spragg), Taylor Krasne (Janice), Steve Wilcox (Brian), Coby Ryan McLaughlin (Jasper), Cara Mitsuko (Christine Thompson), Ricco Ross (coach Ron Harley), Duncan Anderson (Adrian Spragg).
- Ascolti USA: telespettatori 5 550 000[21]
- Ascolti Italia: telespettatori 638 000 – share 3,80%[20]

## Rabbia e rimpianti
- Titolo originale: Lion's Share
- Diretto da: Doug Aarniokoski
- Scritto da: Michael Gemballa e David Aguilar

### Trama
L'inaugurazione dell'inizio dei lavori di costruzione di una nuova arena concerti a Los Angeles è interrotta da quattro giovani mascherati che prendono in ostaggio gli operai e legano a loro dell'esplosivo con l'intenzione di farli saltare in aria. La S.W.A.T. giunge sulla scena e li libera, ma la banda fugge. Hicks riconosce il loro leader come Miguel Fuentes, figlio dell'uomo che tre anni prima si era barricato nella propria abitazione per opporsi all'espropriazione della stessa da parte delle autorità: il Comandante si era offerto ostaggio al posto di un agente dello sceriffo ferito, riuscendo a portare in salvo la moglie e la figlia piccola dell'uomo, ma aveva poi dovuto dare l'ordine ai tiratori scelti di abbatterlo. Diventa chiaro dunque che Miguel sta agendo per motivazioni personali e perché serba rancore per aver perso sia il padre che la casa, dato che essa sorgeva sui terreni dove sarà costruita l'arena; viene fermata e arrestata la sua fidanzata, la quale tuttavia non si mostra pentita delle loro azioni, giudicando le persone prese di mira non innocenti. Gli altri due membri della banda vengono identificati nel cugino e in un amico di Miguel, entrambi originari del suo stesso quartiere, raso al suolo a favore del nuovo impianto. La squadra 20 ne uccide uno e arresta l'altro, liberando anche il consigliere comunale che stavano per bruciare vivo poiché responsabile di aver autorizzato la demolizione delle proprietà. Miguel, invece, tende un agguato a Hicks appena questi rientra a casa: egli tenta di temporeggiare chiedendogli scusa per il dolore causatogli, ma il ragazzo è troppo arrabbiato; poi il Comandante è in grado di distrarlo per nascondersi, Miguel lo scova e avviene un violento scontro fisico tra i due, che si conclude con Hicks che prevale e lo arresta nel momento in cui Hondo arriva in soccorso. Nel corso dell'episodio, la psicologa della S.W.A.T. Wendy Hughes cerca di spingere Hicks ad aprirsi, avendo intuito che si sente in colpa per le decisioni prese tre anni prima, anche se lui la evita; dopo l'arresto di Miguel, tuttavia, è lui a chiamarla per parlarne.
Nel frattempo, Cabrera confida a Street di aver cenato in un rinomato ristorante la sera precedente e di aver visto Bonnie seduta in atteggiamenti intimi con un altro uomo; pur non avendola ancora conosciuta di persona, è certa che fosse lei poiché Tan posta continuamente le loro foto sui social media. Pensa di riferirlo al collega, malgrado Street non approvi. Più tardi, Bonnie passa alla Centrale e Tan la presenta a Cabrera, che si convince sempre di più che lui meriti di sapere la verità; Street non vuole essere colui che rovinerà il loro matrimonio. Tuttavia, successivamente, espongono a Tan le loro ipotesi, ma quest'ultimo se la prende con loro rifiutando di credere alle insinuazioni su un possibile tradimento; Cabrera gli consiglia di domandarlo direttamente alla moglie. Dopo la conclusione del caso, Tan si scusa con i due per la propria reazione, ammettendo che in realtà è da un po' di tempo che lui e Bonnie si sono allontanati (anche perché lei è molto spesso fuori per lavoro) e che ha paura di tornare a casa poiché, sia che lei sia sincera sia che menta, lui la perderà comunque. Rientrato, le chiede se il giorno precedente si trovasse già in città e lei, dopo un'esitazione, risponde affermativamente, confermando quindi anche il tradimento, che dura da sei mesi, con un uomo conosciuto sul lavoro. Bonnie si dice dispiaciuta e prova a giustificarlo scaricando la colpa sull'impegno di Tan con la S.W.A.T., ma lui, arrabbiato e deluso, la caccia di casa, per poi sfogarsi dando un pugno alla parete.
- Guest star: Brigitte Kali Canales (agente Alexis Cabrera), Cathy Cahlin Ryan (dottoressa Wendy Hughes), Karissa Lee Staples (Bonnie Lonsdale), Otis "Odie" Gallop (Sergente Stevens), Germain Arroyo (Miguel Fuentes), Michael Cienfuegos (Nestor Garcia), Bryan Michael Nunez (Ivan Rojas), Paulina Alvarez (Roxana Pineda), Kikey Castillo (Lupe Fuentes), Chris Cortesi (Flanagan), Dan Warner (Chip Jenkins), Jesse Mackey (Ellerbee), Haile D'Alan (Keelan).
- Ascolti USA: telespettatori 5 770 000[22]
- Ascolti Italia: telespettatori 771 000 – share 4,20%[23]

## Verità e conseguenze
- Titolo originale: Gut Punch
- Diretto da: Oz Scott
- Scritto da: Amelia Sims

### Trama
A seguito della scoperta della relazione extraconiugale, che dura da sei mesi, della moglie con un altro uomo, e della conseguente fine del loro matrimonio, Tan si ubriaca in un bar e poi aggredisce un ragazzo che lo aveva provocato, scatenando una rissa. Il giorno successivo, il Comandante Hicks ne viene immediatamente informato e lo rimprovera duramente, mettendolo in punizione per un mese privandolo della possibilità di andare sul campo. Street è a conoscenza del motivo per cui l'amico si è comportato in quel modo, ma non crede di dover essere lui a spiegarlo ai superiori, dicendo a Deacon soltanto che Tan sta affrontando qualcosa nella vita personale. Dato che nella squadra 20 è assente anche Luca, recatosi a San Diego, Rocker e l'agente Miguel Alfaro della squadra 50 si offrono di riempire i vuoti. La Crimini Maggiori chiede loro assistenza per smantellare un traffico di contraffazione illegale gestito da un boss criminale armeno, David Nazarian, nel cui gruppo si è infiltrato il detective Eric Arkun, secondo il quale Nazarian intende espandersi attraverso altre attività; Arkun è riuscito a farsi strada tra i ranghi tanto da avvicinarsi al capo ed ottenerne la fiducia. Il piano di S.W.A.T. e Crimini Maggiori di arrestare tutti i membri contemporaneamente salta poiché nel luogo in cui avvengono le contraffazioni non ci sono né Nazarian né il detective, che rischia di essere giustiziato. Street propone di interrogare l'autista, il quale riferisce loro i posti dove portava il boss: emerge che il nuovo business è il narcotraffico, infatti la banda ha sviluppato una droga molto più potente del fentanyl che, se invadesse le strade, causerebbe centinaia di vittime innocenti, oltre a rendere Nazarian ancora più pericoloso. Uno dei soci di quest'ultimo inizia a sospettare che Arkun sia un poliziotto, ma fortunatamente egli è in grado di far partire una telefonata che la S.W.A.T. rintraccia; grazie all'elicottero arrivano velocemente nei pressi della casa della madre di Ellen, la figlia del criminale che si rivela coinvolta nelle attività del padre; arrestano lui e i soci e salvano Arkun. La ragazza decide di testimoniare contro il padre. 
Nel frattempo, Nichelle riceve una convocazione dall'Ispettrice Generale per discutere della situazione di Tan, per il quale i piani alti vorrebbero una pena più severa: una sospensione di due settimane non retribuite, che tuttavia non gli consentirebbe o comunque rallenterebbe eventuali promozioni o cambi di carriera futuri. Hondo non comprende come mai la fidanzata stia dalla loro parte e le chiede di prendere tempo affinché lui possa parlare con il collega e chiarire le ragioni del suo comportamento, dato che in quegli anni non ha mai arrecato problemi e la rissa al bar è la sua unica infrazione alle regole. Pertanto, va da lui in armeria e nota che non indossa più la fede nuziale: allora Tan rivela che il matrimonio con Bonnie è finito, è accaduto due giorni prima ma lui deve ancora elaborarlo completamente. Hondo lo comunica a Hicks, sorpreso quanto lui poiché sapevano che c'era qualche problema ma non pensavano fosse tanto grave; Hondo è arrabbiato con se stesso per non essersi accorto di nulla, e ora Tan ha una nota negativa sul proprio fascicolo. Alla fine dell'episodio, Hondo lo invita a casa per risollevargli il morale e ricordargli che loro sono una famiglia e in famiglia ci si sostiene sempre. Tan dice di non aver voluto ammettere la fine del matrimonio perché altrimenti avrebbe significato ammettere di aver fallito; Hondo replica che nessuno pretende che lui sia perfetto, che loro gli vogliono bene così com'è, e quindi Tan accetta l'offerta di Nichelle di fermarsi a cena.
Inoltre, Alfaro stuzzica Powell con l'opportunità di unirsi alla squadra 50 e Street ne è infastidito essendosi impegnato molto per istruirla; dopo una conversazione con Hondo, le dice che se lei dovesse accettare l'offerta, lui ne sarà comunque contento in quanto ha dimostrato di essere un'ottima agente S.W.A.T.. Alla fine, lei gli annuncia che resterà nella squadra 20 perché i suoi insegnamenti la spingono ad essere migliore, e non lo dimentica.
- Guest star: Lou Ferrigno Jr. (Donovan Rocker), Niko Pepaj (agente Miguel Alfaro), Sammy Sheik (Peter Melkonyan), Matthew Jones (Sergente Samuel Clark), David Gautreaux (Edward Yanick), Noah James (detective Eric Arkun), T.J. Ramini (David Nazarian), Sarah Khasrovi (Ellen Ohanyan), Michael Thomas Wallace (Jesse), Demetris Hartman (Brian), Tariq Syed Razi (Adam Grigoryan), Ralph Lammie Jr. (barista).
- Ascolti USA: telespettatori 4 690 000[24]
- Ascolti Italia: telespettatori 716 000 – share 4,30%[23]

## In blu
- Titolo originale: To Protect & to Serve
- Diretto da: Billy Gierhart
- Scritto da: Brandon Margolis e Brandon Sonnier

### Trama
Giornata di pattugliamento: Hicks vuole che i membri della S.W.A.T. si interessino maggiormente alla comunità, perciò li suddivide in coppie e assegna loro zone diverse della città da battere. Con Street in congedo personale e Tan che sta scontando la sospensione, Hondo va con Powell, Deacon è affiancato da Alfaro e Luca si ritrova con la sorellastra Eva. Powell è spaventata dall'indossare l'uniforme blu dei semplici poliziotti, la quale suscita indifferenza e odio, raccontando a Hondo di essersi trasferita all'LAPD nel 2020, proprio nel periodo in cui la morte di George Floyd aveva innescato proteste in tutto il mondo contro la brutalità delle forze dell'ordine; si era sentita a disagio per il modo in cui le persone in strada la guardavano, poiché i poliziotti erano diventati il nemico. Hondo le dice di capire il suo stato d'animo, appartenendo lui stesso a una minoranza etnica e avendolo sperimentato, aggiungendo che la loro missione deve essere sempre quella di proteggere e servire gli abitanti di Los Angeles. Mentre guidano per South LA, ricevono una chiamata per un omicidio in un quartiere povero; rendendosi conto che i detective preposti non arriveranno, i due ottengono l'autorizzazione di occuparsene personalmente, anche per far percepire la presenza della Polizia. La giovane vittima, afroamericana e cresciuta lì, si chiamava Derek Moore ed era un rapper che tentava di farsi strada nell'industria musicale. Inizialmente si sospetta di un altro artista emergente, detto "Lo - Dog", ma quest'ultimo riferisce agli agenti che la loro rivalità era solo una messinscena, in realtà erano amici. E' Powell a scovare il vero colpevole, ovvero il proprietario di un ristorante che si trova sul vicolo dove è stato ucciso Moore: quest'ultimo stava girando i propri video musicali sfruttando spari come effetti sonori; il ristoratore ha risposto al fuoco credendo di essere in pericolo, l'ha ucciso per legittima difesa. Deacon e Alfaro raccolgono la denuncia di una ragazza sul furto della sua catenina, strappatale dal collo dal ladro; Alfaro ne è attratto e le promette di restituirgliela. Il proprietario di un banco dei pegni nelle vicinanze identifica il ragazzo come Zack Thompson: il suo sogno di sfondare a Hollywood non si è concretizzato, allora lui ha iniziato a rubare per sbarcare il lunario, finché non ha commesso un errore prendendo soldi da una gang di strada, la quale per rappresaglia ha rapito sua moglie Sally; Zack ha rubato altre migliaia di dollari per pagare il riscatto. La squadra 20 insegue la gang all'interno della Union Station, anche se il capo riesce a fuggire. La ragazza viene liberata e la catenina recuperata.
Nel frattempo, Tan si procura informazioni sull'amante di Bonnie (malgrado non possa frequentare il Quartier Generale durante la sospensione), scoprendo che anch'egli è sposato e con figli, e ritiene che tocchi a lui avvisarne la moglie; la rintraccia (possiede una caffetteria) e si presenta, ma lei non ne è sorpresa, anzi conferma di essere a conoscenza della tresca del marito, facendo capire di aver sacrificato troppo per lasciare che un'altra donna (Bonnie) glielo porti via, e di essere disposta a lottare per lui. Luca ed Eva passano a trovare Tan e lui rivela di essere rimasto spiazzato dall'incontro con la donna, si sarebbe aspettato rabbia e sofferenza e non l'atteggiamento risoluto. Luca cerca di farlo ragionare dicendogli che dovrebbe voltare pagina riguardo a Bonnie, che lei e il suo amante sono solo dei rovina famiglie che non meritano le sue energie. Eva è risentita dalle sue parole e dopo, in auto, Luca capisce che lei ha pensato si stesse riferendo anche a sua madre (che ha rovinato il matrimonio dei genitori di Luca), e replica che stava solo cercando di risollevare il morale ad un amico e che non giudicherebbe mai sua madre. Le spiega poi che i fratelli non devono necessariamente andare d'accordo e, se anche ora sembra che abbiano poco in comune, possono continuare a conoscersi. Alla fine dell'episodio, Tan trascorre la serata a casa di Luca insieme a Eva.
- Guest star: Niko Pepaj (agente Miguel Alfaro), Kelly Overton (agente Eva Durant), Logan Bartholomew (Eric), Bill Lee Brown (Vargus), Jason Tobias (Barnes), Joe Corzo (Edgar), Noa Drake (Rebecca), Steve Monroe (Ben Horton), Katie Walder (Stacey), Annalisa Plumb (Sally), Ailoan Zimmerman (signora Zimmerman), Andrew Music Williams (Derek Moore), Alexander Neher (Zack Thompson), Donzaleigh Abernathy (signorina Bernard), Terrence Green (Lucas Gibbs "Lo - Dog"), Jerimiyah Dunbar (Craig).
- Ascolti USA: telespettatori 5 080 000[25]
- Ascolti Italia: telespettatori 858 000 – share 4,40%[26]

## Sicari
- Titolo originale: Blowback
- Diretto da: Cherie Dvorak
- Scritto da: Alan Morgan

### Trama
Un ex agente dell'Intelligence Navale, Mason Crowley, consegna, in cambio di denaro, a sei sicari entrati negli Stati Uniti con passaporti falsi una lista di nomi di ex membri delle forze militari da uccidere. La S.W.A.T. corre per individuare e proteggere i bersagli, anche se purtroppo arrivano tardi per uno di loro: Koss Matias, il quale dopo aver lasciato l'Esercito cinque anni prima aveva iniziato a lavorare per la "Ambercaz", la stessa compagnia privata per cui lavorano sia Crowley (congedato con disonore) sia i primi cinque obiettivi sulla lista. Il sesto nome è oscurato, perciò Hicks si rivolge ad uno dei membri della compagnia, Aaron Skinner (il cui padre era il suo partner di pattuglia molti anni prima), affinché glielo procuri, ma quest'ultimo afferma che è un'informazione riservata. Più tardi, comunque, cambia idea e spiega agli agenti che Matias e gli altri hanno fatto parte di una missione segreta allo scopo di eliminare un noto terrorista al confine indo-pakistano: sono morti lui e i due figli, e i soldati americani avevano portato via con loro una cameriera e la figlioletta malata; i sicari stanno dando la caccia proprio a loro due. A guidarli c'è la moglie del terrorista, Arjet Reddy, sopravvissuta all'attacco e desiderosa di vendetta per l'uccisione del marito e dei figli. La squadra 20 li rintraccia presso l'ospedale dov'è ricoverata la bambina, la donna la tiene in ostaggio sul tetto minacciando di ucciderla, poiché se non avesse avuto bisogno di un intervento chirurgico, la madre non avrebbe stretto un accordo con gli americani e forse la propria famiglia sarebbe ancora viva; temendo per la piccola, Hondo spara ad Arjet che muore. La bambina si riunisce alla madre Tamia. Hicks recupera il rapporto con Aaron, che lo incolpava per aver denunciato il padre agli Affari Interni perché trafugava denaro dalle retate, ed era morto stroncato dall'alcol, e i due si accordano per vedersi qualche volta.
Nel frattempo, Hondo tenta di scusarsi con il padre per aver involontariamente donato in beneficenza un castello giocattolo che Daniel Senior aveva costruito prima per sua sorella Winnie e poi per lui quando erano piccoli, e che ora avrebbe voluto modificare per regalarlo alla nipotina (la data del parto di Nichelle si avvicina); riconoscendo di aver sbagliato a non parlargliene prima di sgombrare la soffitta e di non avergli dato la giusta importanza, Hondo comunica al padre di aver deciso di costruirne un altro nuovo di zecca, e lui potrà aiutarlo. Inoltre, il padre di Luca, Carl, viene ricoverato in ospedale per un infarto ed Eva dice al fratellastro di volerlo conoscere; lui è titubante perché rivelare ai genitori l'esistenza di Durant significherebbe distruggere il loro matrimonio, ma poi parla di Sofia al padre riferendogli che quaranta anni prima era rimasta incinta di una figlia (appunto Eva) e che quest'ultima è una persona fantastica.
- Guest star: Brigitte Kali Canales (agente Alexis Cabrera), Kelly Overton (agente Eva Durant), Obba Babatundé (Daniel Harrelson Senior), Michael O' Neill (Carl Luca), Matt Lanter (Aaron Skinner), Meera Simhan (Arjet Reddy), Julie Pearl (signora Matias), Pamela Roylance (signora Luca), Chet Grissom (Mason Crowley), Rupali Redd (Gia), Kody Kavhita (Mariam), Zachary James Rukavina (Kevin Grayson), Sia Zami (Des), Vinn Sander (Rawja), Jetta Juriansz (Elise), Janey Hann (cameriera), Cooper Richman (impiegato), Calida Jones (fisioterapista).

- Ascolti USA: telespettatori 5 160 000[27]
- Ascolti Italia: telespettatori 799 000 – share 4,40%[26]

## Stoccolma
- Titolo originale: Stockholm
- Diretto da: Michael D. Olmos
- Scritto da: Mellori Velasquez

### Trama
Tan e Cabrera stanno facendo colazione insieme: il primo ha terminato il periodo di sospensione e può rientrare in servizio, la seconda vuole sapere come se la stia cavando; egli dice che Bonnie è passata da casa a prendere le proprie cose e che in queste due settimane lui ha avuto tempo per riflettere, concludendo di voler concentrarsi sulla carriera. Improvvisamente lo schianto di un'auto attira la loro attenzione: si precipitano a verificare, constatando la presenza sul sedile del guidatore di una ragazza che ha in mano una pistola. E' sconvolta, ma è in grado di spiegare ai poliziotti di chiamarsi Jane Cruz e li prega di salvare la sorella maggiore Natalie. Dalle ricerche della S.W.A.T. risulta che entrambe sono state rapite sei mesi prima da un uomo di nome "Jax" mentre si procuravano dell'alcol da portare ad una festa; l'ultima cosa che Jane ricorda è di essersi svegliata in un sotterraneo con altre otto ragazze, inclusa la sorella. Successivamente, sono state costrette ad avere incontri sessuali con uomini; Jane è riuscita a sopraffare uno di loro uccidendolo con la pistola e a fuggire in auto, imbattendosi in Tan e Cabrera. Il DNA sull'arma appartiene a Eli Wyatt, un super latitante ricercato da dieci anni dall'FBI per traffico di esseri umani e sfruttamento sessuale; quando i federali si sono presentati alla sua porta con un mandato, lui ha aperto il fuoco uccidendo un agente e ferendone un altro, per poi far perdere le tracce. L'effetto sorpresa della squadra 20 per cogliere Wyatt in flagrante viene rovinato proprio dall'arrivo dell'FBI, che pretende la giurisdizione sul caso, ma Deacon decide che la loro priorità è individuare e salvare le ragazze, lasciando agli altri l'arresto; all'interno della proprietà ne vengono trovate sette, il criminale deve essere scappato con Natalie, perciò si tenta di capire perché l'abbia tenuta con sé. Si scopre che Jax Evans è stato compagno di cella di Wyatt scomparso dalla circolazione esattamente dieci anni prima, quindi quest'ultimo gli ha rubato l'identità, mentre Natalie probabilmente soffre di una sorta di sindrome di Stoccolma che la tiene legata a lui. Egli tende un agguato a Cabrera, la quale si era recata all'abitazione della madre delle sorelle, minacciando lei e Jane; le due provano a raccontare a Natalie la verità su Wyatt, ma lei rifiuta di credervi. Cabrera ha una colluttazione con lui, anche se è capace di trattenerlo abbastanza a lungo affinché il resto della squadra faccia irruzione e lo arresti. Tan fa desistere Natalie dal suicidarsi spiegandole che lui capisce il suo stato d'animo, che all'inizio sembra tutto nero ma poi si va avanti, e lei riabbraccia Jane. Cabrera parla con i Servizi Sociali ottenendo la promessa che cercheranno di farle restare insieme. Tan apprende di essere stato espulso dal programma TLI e confida a Street di non sapere cosa fare del futuro; l'amico gli dice che lui è stato aiutato dall'appartenenza alla squadra 20. Dopo la chiusura del caso, Tan lo ringrazia per essergli sempre stato accanto e riconosce di essere fortunato a trovarsi in quel gruppo. Nel frattempo, a Nichelle si rompono le acque tre settimane prima del previsto e lei è preoccupata in quanto le statistiche affermano che i neonati prematuri hanno più possibilità di sviluppare problemi cardiaci e cerebrali; sia Hondo che la dottoressa la rassicurano. I signori Harrelson atterreranno il giorno seguente da New York, mentre i genitori di Nichelle giungono subito in ospedale. I contrasti tra Hondo e i futuri suoceri, specialmente con Wesley, raggiungono un punto critico nel momento in cui quest'ultimo intende contattare un ex compagno di università diventato Primario dell'ospedale dell'UCLA perché contrario alla struttura scelta per il parto; quando Nichelle deve subire un taglio cesareo d'urgenza, il padre racconta a Hondo che lei per loro è stata un miracolo, avendo perso tre bambini in precedenza, e che alla sua nascita ha quindi giurato a sé stesso che non le avrebbe mai impedito di accedere al meglio. Alla fine dell'episodio, Hondo e Nichelle danno il benvenuto alla figlia, chiamata Vivian in omaggio alla zia di Hondo, la prima infermiera afroamericana assunta in quella clinica.
- Guest star: Brigitte Kali Canales (agente Alexis Cabrera), Damien Leake (Wesley Carmichael), Monnae Michaell (Loretta Carmichael), Shane Johnson (Agente Speciale Alan Ritter), Kimberly Christian (dottoressa Destiny Price), Nayshka Miranda (Jane Cruz), Judy Jean Burns (Eloise Evans), Nick Cassidy (Eli Wyatt), Heather Grace Hancock (cameriera), Keehan Anderson (Cal Davidson), Christine Corpuz (infermiera Pamela), Rita Nagel Taylor (Natalie Cruz), Jake Swallow (scagnozzo).
- Ascolti USA: telespettatori 4 880 000[28]
- Ascolti Italia: telespettatori 775 000 – 4,2%[29]

## Cinque pezzi facili
- Titolo originale: Genesis
- Diretto da: Liz Graham
- Scritto da: Vika Stubblebine

### Trama
A seguito della nascita della figlia Vivian, Hondo non riesce a godersi il congedo di paternità che deve rientrare in servizio per accorrere sulla scena di una rapina ad un furgone blindato finita in un bagno di sangue; i ladri hanno rubato una collana del valore di due milioni di dollari e si sono mescolati ai senzatetto di un accampamento, uccidendone diversi per depistare le forze dell'ordine prima di fuggire. Street resta profondamente colpito riconoscendo uno di loro come Cooper Murphy, originario di Long Beach come lui e uno dei suoi idoli da ragazzino (lui e il fratello adottivo Nate andavano spesso a guardarlo correre sullo skateboard nel vicino parco); ignorava che vivesse per strada, così decide di provare a rintracciare le persone le quali potrebbero sentirne la mancanza, scoprendo tuttavia che non aveva famiglia e che, malgrado avesse ottenuto un contratto redditizio per diventare professionista, i suoi compagni di skate lo avevano abbandonato dopo che si era rotto il ginocchio, il che gli ha fatto perdere lo sponsor portandolo a dover rinunciare allo skate e a chiedere denaro agli amici per ripagare i debiti. La S.W.A.T. scopre intanto che i ladri sono di origine mediorientale e che ora sono sulle tracce di un anello di diamanti, altrettanto inestimabile e favoloso; la connessione tra esso e la collana conduce ad una gioielleria in città, il cui proprietario è morto. La sua apprendista, sfuggita alle torture della banda poiché si era nascosta nel caveau, spiega agli agenti che le gemme estremamente preziose in cui sono stati forgiati i gioielli fanno parte di una collezione detta "dei cinque sensi", ma non sa perché gli uomini armati ne siano interessati. Un membro viene arrestato, risulta che è un cittadino siriano venuto negli Stati Uniti insieme ad altri connazionali per riprendersi ciò che, sostiene, sia stato rubato al loro popolo. Una professoressa di Studi Islamici della UCLA riferisce che le gemme si trovavano incastonate sulla copertina del Corano più antico della storia, scomparso dalla Siria quattro anni prima, ed esse sono state vendute negli USA per creare gioielli. I Siriani credono quindi che un soldato americano abbia trafugato uno dei loro manufatti più preziosi. La S.W.A.T. deduce che quest'ultimo è l'ex fidanzato di Juliet Amato, l'apprendista, e lei a propria volta glielo ha rubato per ripicca con l'intenzione di venderlo. Ella si reca in una libreria che ha una sezione di volumi antichi, venendo inseguita dalla banda. La squadra li arresta e anche lei per aver mentito, recuperando il Corano. Tan dice a Street di essere riuscito a rintracciare una ex ragazza di Cooper e un avvocato che lo conosceva, i quali appreso della morte si sono resi disponibili ad organizzargli il funerale, e si offre di accompagnare l'amico al parco skate di Long Beach per esibirsi in alcune evoluzioni in suo ricordo.
Sul fronte privato, Charice, la madre di Hondo, fa visita ai neo genitori per dare loro una mano con la piccola Vivian, e lui e Nichelle si spaventano molto quando nonna e nipotina non tornano a casa, temendo possa essere accaduto qualcosa a una delle due. Appena rientrano, Hondo si arrabbia con la madre per non aver avvertito che sarebbero state fuori più a lungo e le intima di andarsene. Più tardi, comunque, lei si scusa e i due la perdonano. 
Hicks invece si offre di indagare su un operaio che ha truffato Maggie Walker sparendo con i suoi soldi, e alla fine dell'episodio trova il coraggio di invitarla a uscire a cena, seguendo un consiglio datogli da Deacon.
- Guest star: Debbie Allen (Charice Harrelson), Kristin Carey (Maggie Walker), Audrey Wasilewski (autista veicolo corazzato), Stephen Hailo (Adnan Ali), Anna Maiche (Juliet Amato), Tom Beyer (Louis), Nicole Rainteau (Nina), Shereen Khan (dottor Dena Rahimi), Eric Callero (Cooper Murphy), Salem Mikhael (Saleh), Allison Acosta (Suzanne), Keanush Tafreshi (Carim), Jonathan Platero (Jeff Ellerbee), Lucas Lockwood (poliziotto di pattuglia), Ivan Ellis (direttore), John Marrott (uomo in giacca verde).
- Ascolti USA: telespettatori 5 090 000[30]
- Ascolti Italia: telespettatori 824 000 – 4,9%[29]

## Il seme del male
- Titolo originale: Bunkies
- Diretto da: Guy Ferland
- Scritto da: Sarah Alderson

### Trama
Una guardia carceraria, Jamie Wilson, investe volontariamente un collega con l'auto per poi tentare di ucciderlo sparandogli. La S.W.A.T. lo trova a casa che si sta puntando la pistola alla tempia; egli afferma che qualcuno ha sequestrato la propria famiglia (moglie e due figli) e che è stato costretto a uccidere l'altro uomo, Eric Hoffman, per poterli rivedere vivi, ma avendo fallito è certo che moriranno. Hondo gli spara e lui viene portato in ospedale, mentre la squadra 20 parte subito alla ricerca dei rapitori, scoprendo che le due guardie erano impiegate presso un carcere femminile, lo stesso in cui Powell è stata sotto copertura quattro anni prima; perciò lei vi si reca insieme a Street per parlare con Denise Shaw, una detenuta diventata sua amica ai tempi, appassionata di gossip e l'unica a conoscenza del fatto che Zoe è una poliziotta. Denise non si mostra felice di vederla dato che l'ha ingannata facendola anche quasi uccidere, rifiutandosi di fornire dettagli sull'incarico di Wilson e Hoffman. Successivamente, una ex detenuta tossicodipendente rivela che Hoffman compie violenze sessuali su parecchie di loro in cambio di droga e qualunque altro prodotto; Wilson è colui che "guardava dall'altra parte" affinché nessuno interrompesse gli stupri mascherati da "sessioni" di lettura della Bibbia, che avvenivano nella cappella. Una delle detenute ha protestato e Hoffman ha fatto aggiungere tre mesi di condanna alla sua pena fingendo di aver rinvenuto stupefacenti all'interno della cella, e da quel momento non ci sono più stati reclami. In ospedale, Wilson spiega a Hondo di non aver mai denunciato il collega perché la moglie ha il cancro e lui non può permettersi di perdere il lavoro, aggiungendo che i rapitori erano un uomo e una donna, lei probabilmente ispanica. Grazie a Denise (la quale cambia idea accettando di aiutare Powell dopo che quest'ultima riconosce di esserle debitrice per averla protetta) e ad una guardia neoassunta alla prigione, la squadra ottiene l'elenco delle frequentatrici delle "sessioni" sulla Bibbia, risalendo a Marissa Lopez, finita dentro per aver ucciso il patrigno a quindici anni, che ne abusava da quando ne aveva cinque; in prigione, Hoffman aveva sviluppato un interesse per lei iniziando a farle ciò che le faceva l'uomo, dunque ora lei intende vendicarsi volendolo morto. Lei e il fratello tengono la moglie e i due bambini di Wilson in una ditta di carni all'ingrosso (dove il fratello lavorava), la S.W.A.T. arriva, li arresta e libera la famiglia. Hondo non la percepisce come una vittoria (essendo Hoffman colpevole di violenza sessuale), anche se Hicks comunica che ora la guardia affronterà un processo, e riferisce a Powell che è riuscito a convincere il Dipartimento Penitenziario ad anticipare di due mesi l'udienza per la condizionale di Denise, e lei ne è contenta.
Inoltre, Powell ammette a Street di avere difficoltà ad aprirsi con le persone, ma di avere capito che dei membri della squadra si può fidare, confidandogli di avere un figlio di nome Thomas: è rimasta incinta a quindici anni, i suoi genitori l'hanno supportata avvertendola però che se avesse tenuto il bambino l'avrebbero cacciata di casa, un giorno hanno trovato una coppia (che potrebbe avergli cambiato il nome) disposta ad adottarlo e allora lei l'ha dato in adozione. Da quel momento, Zoe non lo ha più visto e continua a sperare nella possibilità che lui voglia mettersi in contatto. Nel frattempo, Street informa Luca che lascerà l'appartamento che condividono per andare a convivere con Chris (che ora, avendo dei volontari al rifugio, ha deciso di bilanciare lavoro e vita privata). Tan è colto di sorpresa quando Bonnie (dalla quale sta divorziando) allude all'eventualità di una riconciliazione, e lui intuisce che il suo amante l'ha lasciata per tornare dalla moglie; lei non pretende il perdono, ma almeno che le dia una seconda chance, definendo il tradimento "l'errore più grande" della propria vita e aggiungendo che lo ama. Lui non vuole essere il suo "premio di consolazione", ma valuta la proposta confrontandosi con Luca e Powell, che hanno pareri opposti: il primo racconta la storia dei propri genitori, più uniti dopo la scoperta del tradimento del padre, dimostrandosi ottimista; la seconda invece crede fermamente che Tan non dovrebbe riprendersi la moglie, descrivendo la propria esperienza personale (ha accettato nuovamente il marito malgrado l'avesse tradita, quest'ultimo ha sostenuto che si era trattato di un episodio isolato ma poi l'ha ripetuto più volte, quindi lei l'ha lasciato definitivamente). Tan ammette di sentire la mancanza di Bonnie, ma alla fine dell'episodio decide di non tornare con lei in quanto si è reso conto di non riuscire più a fidarsi e che ricostruire il matrimonio sarebbe difficile, accettando l'offerta di Luca di trasferirsi da lui (occupando la stanza lasciata libera da Street). 
- Guest star: Karissa Lee Staples (Bonnie Lonsdale), Otis "Odie" Gallop (Sergente Stevens), Karina Wolfe (Candy Schumer), Vivian Lamolli (Marissa Lopez), Marisol Ramirez (Denise Shaw), Philicia Saunders (agente Janice Fisk), Evan Gamble (Jamie Wilson), Cathy Baron (Julie Wilson), Sean Convery (Eddie Wilson), Charley Rowan McCain (Evie Wilson), Adria Tennor (Jackie), Markina Brown (Markina), Patrick Millin (Hoffman), Ruben Mario Maldonado (Herman Lopez).
- Ascolti USA: telespettatori 5 360 000[31]
- Ascolti Italia: telespettatori 893 000 – share 4,80%[32]

## Sangue e oro
- Titolo originale: All That Glitters
- Diretto da: Jay Harrington
- Scritto da: Ryan Keleher

### Trama
Un'anziana signora, Patricia Clark, viene derubata e aggredita in casa da una banda di tre rapinatori. La Omicidi informa la S.W.A.T. che si tratta del terzo crimine di questo tipo nelle ultime quarantotto ore: i responsabili finora hanno eliminato tutti i testimoni (tra cui una guardia di sicurezza) e sono fuggiti prima dell'arrivo delle forze dell'ordine. Sembra che non sia stato rubato nulla, perciò la squadra 20 cerca un collegamento tra le tre vittime (la Clark e altri due anziani purtroppo morti), rilevando che non si sentivano a proprio agio nel conservare i beni in banca preferendo tenerli in cassaforte, specificamente delle monete d'oro del valore di quarantamila dollari. Tali casseforti sono state installate dallo stesso uomo, Adam Sanderson, il quale afferma di aver accettato gli anziani come clienti in quanto gli erano stati "segnalati" da un certo Chauncey Telluride, un venditore di metalli preziosi proprietario di una società a Van Nuys; quest'ultimo dirige i poliziotti verso il cugino Jarvis Beckham, appena uscito di prigione e pieno di risentimento per la ricchezza di Telluride; così egli ha sottratto la sua lista dei clienti e costituito un gruppo con cui derubare le persone scritte lì. La squadra identifica i complici (compagni di prigione di Jarvis) e deduce che la banda intende compiere un ultimo "grande colpo" nei confronti di un imprenditore con un patrimonio stimato di duecento milioni di dollari in lingotti; si precipitano alla sua villa riuscendo a neutralizzarli e Jarvis viene ucciso. La nipote di Patricia Clark (che si sta riprendendo) ringrazia personalmente Deacon e Tan per avere salvato la nonna, infatti sarebbe morta dissanguata se loro non l'avessero soccorsa.
Nel frattempo, Hondo si prende un giorno libero per aiutare il suo ex caposquadra dei Marine e amico di lunga data, Danny Wright, a trovare la figlia Grace che è scomparsa (da giorni non risponde alle chiamate e ai messaggi). Insieme si recano al suo indirizzo, e la vicina di pianerottolo riferisce di non vederla da una settimana e che l'ultima volta l'ha sentita litigare con il suo ragazzo, ed è una cosa che accade spesso; aveva anche dei lividi sul braccio. Lui si chiama Peter Foster e ha precedenti per percosse e violenza domestica, quindi Hondo inizia a temere il peggio per la ragazza; i due lo interrogano ma egli sostiene che lui e Grace non si frequentano più e, non avendo sufficienti prove a suo carico, Hicks è costretto a lasciarlo andare. Più tardi, Danny irrompe nel suo appartamento e inizia a colpirlo deciso a vendicarsi dato che lo sospetta di aver fatto qualcosa di grave alla figlia, Hondo arriva in tempo per fermarlo ed espone a Foster due opzioni: o denuncia Wright oppure trascura l'avvenimento e cambia atteggiamento, e il ragazzo decide di non sporgere denuncia, anche se Hondo lo minaccia assicurandogli che se alzerà le mani su un'altra donna lui farà di tutto affinché finisca in carcere. In auto, Hondo rimprovera severamente Danny per la sua sconsideratezza, ricordandogli che Grace ha bisogno di lui; allora l'amico ammette di aver mentito: in realtà lei sta bene, si trova a casa loro in Montana (dove si sono trasferiti dopo la morte della moglie di Wright), si è rifugiata dal padre perché Foster l'ha picchiata talmente forte da spaventarla e voleva sentirsi al sicuro. Danny ha mentito cosicché Hondo rintracciasse per lui il ragazzo, infatti Grace non gli ha mai detto il nome, sapendo che avrebbe compiuto un'azione stupida come provare a vendicarsi. Hondo è irritato e gli spiega che se lui fosse stato sincero fin da subito, avrebbero potuto far arrestare Foster nel modo giusto; poi lo convince a imbarcarsi sul primo volo disponibile per il Montana per raggiungere la figlia, offrendosi di accompagnarlo all'aeroporto. Alla fine rientra a casa svegliando Nichelle, e osserva che comprende il motivo per cui Danny ha agito in quel modo (essendo da poco padre anche lui stesso), ma comunque con la propria "bravata" l'amico ha messo a rischio entrambe le loro vite e carriere.
- Guest star: Otis "Odie" Gallop (Sergente Stevens), Taye Diggs (Danny Wright), Alexxandra Grossi (Tammi), Sierra Swartz (Taylor), Ariel Eliaz (Chauncey Telluride), Rob Evors (Ty Olson), Pancho Moler (Adam Sanderson), Tanner Pierce (Peter Foster), Eileen Barnett (Patricia Clark), Alan Feinstein (Todd Haley), Michelle Campbell (Cara McGill), Blaine Gray (Mike McGill), Reuben J. Lee (Carlos), Levi Gilbert (Jarvis Beckham), Dylan Jackson (Benjamin Hayes).
- Nota. Questo episodio segna il debutto alla regia nella serie dell'attore Jay Harrington, interprete di Deacon.
- Ascolti USA: telespettatori 4 710 000[33]
- Ascolti Italia: telespettatori 851 000 – share 5%[32]

## Z come Zamora
- Titolo originale: Forget Shorty
- Diretto da: Paul Bernard
- Scritto da: Kent Rotherham

### Trama
Nichelle è in procinto di rientrare al lavoro al centro sociale, mentre Hondo è convocato al Quartier Generale per un briefing della DEA su un'operazione riguardo al cartello dei Los Nuevas, tenuto dall'Agente Mack Boyle (ex Narcotici del LAPD), che istruisce la S.W.A.T. sulla retata che dovranno compiere. Nel corso di essa, vengono arrestati diversi esponenti del cartello, e anche Marcos Guzman (il vicino di casa di Luca) insieme al fratello Shorty: i due sostengono di trovarsi lì poiché stavano aiutando la cugina Muriel, incinta, a recuperare alcuni effetti personali dall'appartamento del compagno, Leandro Garcia, uno degli arrestati che è irreperibile da due giorni; improvvisamente, un'auto si schianta nel piazzale e a bordo vi è proprio Garcia, con tre dita mancanti, segno che è stato torturato. Egli riferisce agli agenti che il feroce cartello Zamora, rivale dei Los Nuevas, sta per far scoppiare una guerra fra di loro e che i suoi membri uccideranno anche le famiglie dell'altro. Prima di collaborare con la S.W.A.T., Marcos vuole un accordo scritto che garantisca protezione per sé, per il fratello e per la cugina, e ottenuta la promessa, fornisce loro le informazioni sui Zamora: il cartello ha terrorizzato per anni il Messico settentrionale ed è guidato da Sancho Zamora, un potente narcotrafficante sadico, spietato e senza scrupoli che non torna negli Stati Uniti da trent'anni; attualmente è il figlio Ulan a gestirne gli affari, e intende espandersi nel commercio dell'eroina detta "black tar", avendo stretto un patto con una gang locale per il trasporto della merce in cambio di denaro, denaro che è stato confiscato dalla DEA. Il giovane rivuole i tre milioni di dollari e non smetterà di uccidere finché non li riavrà. L'Agente Boyle tiene la S.W.A.T. all'oscuro di alcuni dettagli, e Hondo non reagisce bene. La DEA offre a Marcos un accordo grazie al quale entrerebbe nel Programma Protezione Testimoni, ma che non include il fratello in quanto secondo loro corrisponde alla descrizione dell'autore di una rapina otto anni prima (quando Shorty ne aveva dodici), anche se Street e Luca provano a far capire a Boyle che Shorty non è colpevole. Successivamente, Muriel rivela a Deacon che il padre del bambino che ha in grembo è Ulan Zamora, dal quale è stata drogata e violentata quando aveva accompagnato il compagno a trovare il criminale in Messico. La S.W.A.T. decide di sfruttare la paternità per ottenere un accordo dai federali e Marcos chiama gli scagnozzi di Ulan per fissare un incontro fingendo che Muriel voglia incontrarlo per comunicargli del bambino. Malgrado essi scoprano il microfono che indossa, Marcos è in grado di prendere loro il cellulare e il tracciamento del numero svela che Ulan è venuto negli USA per eliminare le famiglie della gang; nello scontro a fuoco che segue, Hondo uccide il figlio di Sancho con un colpo di precisione per salvare la vita a Boyle. A Shorty viene assegnata una cella singola in modo che sia protetto, ma durante uno spostamento viene accoltellato a morte da un detenuto. Marcos ne viene informato e si arrabbia sia con la DEA che con la S.W.A.T., incolpando in particolare Luca (dato che era stato quest'ultimo ad assicurargli che il fratello sarebbe stato al sicuro).
A colloquio con un potenziale cliente dell'agenzia di sicurezza di cui è socio, Deacon si imbatte in Rodrigo Sanchez, l'ex collega col quale avevano pessimi rapporti e che ha aperto la propria attività, in evidente competizione con quella di Deacon. Egli apprende che Sanchez denigra la sua con le altre persone e critica il suo impegno con la S.W.A.T., di fatto sottraendogli i clienti, e ne è irritato; gli chiede di venire al Quartier Generale per discuterne, ma Sanchez gli dà buca, chiedendo invece che sia Deacon ad andare da lui. Quando si incontrano, Sanchez gli dice che non è affatto una questione personale, bensì semplicemente affari, ma Deacon considera il suo comportamento molto scorretto. Più tardi, gli chiede un secondo incontro in cui gli propone una "fusione" delle loro due società di sicurezza, riflettendo che grazie alle conoscenze di Sanchez nel mondo dello spettacolo e al proprio accesso prioritario (in quanto agente S.W.A.T.) agli eventi, potrebbero costituire una buona squadra nonostante le rispettive differenze, senza "soffiarsi" i clienti a vicenda.
Nel frattempo, da un documento dell'Ispettrice Generale, Hondo e Nichelle scoprono che proprio quel giorno Hicks festeggia i quaranta anni dal giuramento nel LAPD e pensano di organizzare una serata in un locale con il resto del gruppo per celebrarlo. Il Comandante scopre che lo sanno e chiede a Hondo di annullarla spiegando che la cifra gli ricorda tutto ciò che ha perduto, soprattutto la moglie Barb (alla quale aveva promesso che una volta arrivato al quarantesimo anno in Polizia sarebbe andato in pensione). Hondo e Nichelle gli porgono comunque le congratulazioni e gli regalano una bottiglia di scotch (Hondo osserva che per lui è stato un mentore), mentre gli altri agenti lo sorprendono facendogli gli auguri.
- Guest star: Anna Enger Ritch (agente Zoe Powell), Timothy Hutton (Agente della DEA Mack Boyle), David DeSantos (Rodrigo Sanchez), Steve Louis Villegas (Marcos Guzman), Samantha Ashley (Muriel Guzman), Danny Max (Max Lewis), Alex Sierra (Shorty Guzman), Bayardo De Murguia (Armando), Cecelia Friday (Naomi), Ulysses Montoya (Ulan Zamora), Chris Campos (uomo armato del cartello), Martica De Cardenas (madre di Rafael), CJ Salvador (Leandro Garcia), Edgar de Santiago (Rafael), Darren Naylor (Agente della DEA Red Corby).
- Ascolti USA: telespettatori 4 450 000[34]
- Ascolti Italia: telespettatori 798 000 – share 4,30%[35]

## La lettera
- Titolo originale: Legacy
- Diretto da: Billy Gierhart
- Scritto da: Brandon Margolis e Brandon Sonnier

### Trama
L'episodio continua dal precedente. Al funerale di Shorty, Luca e Street provano a convincere Marcos ad accettare il Programma Protezione Testimoni per sé e per la cugina Muriel, ma lui è troppo arrabbiato per aver perso il fratello e non li ascolta. Intanto, Sancho Zamora, spietato capo dell'omonimo cartello della droga, torna negli Stati Uniti dopo trent'anni vissuti in Messico per vendicare la morte del figlio Ulan (ucciso da Hondo per salvare la vita all'Agente della DEA Mack Boyle); convinto che i responsabili siano i federali, egli inizia a dar loro la caccia, irrompendo con i suoi scagnozzi in casa dell'Agente Red Corby (membro della task force) con l'intenzione di torturarlo per ottenere il nome di colui che ha concretamente compiuto l'atto. La domestica chiama il 911 allora Zamora è costretto a fuggire, non prima di giustiziare Corby, lasciando la donna in vita affinché possa spargere la voce che è tornato nel Paese. Consapevoli della pericolosità del criminale, gli agenti della DEA rimasti si nascondono, mentre Hondo si rende conto che il prossimo obiettivo del boss sarà lui stesso, dato che è stato lui a premere il grilletto. Hicks gli consiglia di non esporsi, ma lui preferisce impegnarsi personalmente a rintracciare Boyle, che è irreperibile (fa comunque prelevare Nichelle e Vivian e le fa portare al Quartier Generale per sicurezza); Boyle viene poi individuato in un parco dove ha accompagnato il figlio a giocare a calcio. Nello stesso momento giungono anche gli uomini del cartello che cominciano a sparare in mezzo alla folla: Boyle è in grado di trattenerne tre, con il supporto della S.W.A.T. due vengono uccisi e uno arrestato. Sancho però è ancora in giro. Improvvisamente, Marcos contatta Luca chiedendo di incontrarlo insieme a Street e dicendosi disposto a firmare i documenti per entrare nella Protezione Testimoni: sul luogo, una vecchia centrale elettrica a Long Beach, ci sono anche gli scagnozzi di Zamora, perciò Marcos li ha incastrati attirandoli in una trappola, l'ha fatto perché Sancho ha rapito Muriel dichiarando che l'avrebbe liberata se lui gli avesse "consegnato" i poliziotti. In realtà, Zamora intende uccidere anche Marcos per il suo ruolo nella morte di Ulan. I criminali distruggono l'auto di Luca e Street colpendola con un lanciarazzi e i due si rifugiano in un magazzino; Street è stato colpito ad una gamba e Luca tenta di fermare l'emorragia, per poi avvertire la squadra e spiegare la situazione. I colleghi si precipitano a salvarli, e anche Marcos. Hondo chiama Sancho da uno dei cellulari dei suoi uomini, identificandosi come il responsabile materiale della morte di Ulan e offrendosi al posto di Luca che è stato preso in ostaggio; così, Zamora, i suoi scagnozzi e Hondo fanno per andarsene con l'elicottero, ma i cecchini sono pronti ed eliminano i complici; Sancho viene arrestato e sconterà molti anni in prigione. Luca dice a Marcos che metterà una buona parola per lui con il Procuratore, in quanto capisce perché Marcos non voleva affidare la vita di Muriel alle stesse persone che hanno fatto uccidere Shorty.
Nel frattempo, Powell rivela anche a Deacon di aver dato in adozione il figlio a quindici anni, che lo aveva chiamato Thomas e che continua a sperare che lui la contatti (dato che ha compiuto diciotto anni da qualche mese); Deacon le domanda come mai non lo rintracci lei, e lei risponde che non vuole "sconvolgergli la vita". Più tardi, tuttavia, afferma che il vero motivo è che ha paura che lui la rifiuti e quindi che sarà lei a soffrire: è per questo che non se la sente di partecipare al battesimo di Vivian che si terrà quel weekend.
Hondo ritrova la lettera che aveva scritto a Nichelle all'inizio della loro frequentazione (alla S.W.A.T. è tradizione scriverne una ad un proprio caro da conservare in caso in cui una missione vada storta) e capisce che il testo non rispecchia più completamente ciò che prova per lei, essendo ormai una coppia a tutti gli effetti; inoltre, si chiede cosa accadrebbe a Vivian se loro due morissero. Hicks gli suggerisce di lasciar perdere la lettera e invece di parlare a Nichelle a cuore aperto.
Il battesimo riunisce la squadra 20 in una chiesa della città. A sorpresa arriva anche Powell: Deacon si dice contento di vederla e le spiega che, una volta maggiorenni, i figli adottati hanno diverse opzioni, tra le quali compilare dei documenti che attestino la volontà di conoscere la madre biologica; lui ha parlato con Annie che ha un amico avvocato specializzato in adozioni, e quest'ultimo gli ha fornito i suddetti documenti, che Deacon consegna a Powell insieme al numero dell'avvocato: suo figlio (che si chiama ancora Thomas) li ha compilati, significa che vuole conoscerla. Lei lo ringrazia ed esprime la propria gratitudine. 
Hondo chiama Nichelle all'esterno della chiesa con la scusa di mostrarle dei fiori appena arrivati e lei scopre che lui ha fatto addobbare il patio con i suoi preferiti; si chiede se non vi sia un'altra ricorrenza da celebrare oltre al battesimo di Vivian. Lui le prende la mano, le racconta della tradizione delle lettere della S.W.A.T. aggiungendo di aver riflettuto molto dopo aver ricevuto consigli in merito e le dice di non essersi mai sentito così vivo e così innamorato come da quando hanno avuto la bambina; definisce Nichelle la donna più forte, intelligente e stimolante che abbia mai conosciuto, e ora che è diventata la madre di Vivian la ama ancora di più. Alla fine della romantica dichiarazione, Hondo estrae dalla tasca un anello, si inginocchia davanti alla fidanzata e le fa la proposta di matrimonio, che Nichelle accetta piangendo di gioia, e i due si baciano circondati dal glicine. I colleghi (non tutti erano a conoscenza delle intenzioni del leader) escono dalla chiesa per congratularsi e l'episodio termina tra gli abbracci.
- Guest star: Anna Enger Ritch (agente Zoe Powell), Timothy Hutton (Agente della DEA Mack Boyle), Steve Louis Villegas (Marcos Guzman), Samantha Ashley (Muriel Guzman), Steven Bauer (Sancho Zamora), Darren Naylor (Agente della DEA Red Corby), Rubén Guevara (Pesado), Marta Portillo (Carmina), Rhys Jackson Becker (Braden).
- Nota. Questo episodio doveva in origine essere il finale di serie, che infatti era stata cancellata da CBS il 5 maggio 2023;[36] tuttavia, pochi giorni dopo, le proteste dei fan hanno spinto il network a tornare sui propri passi e la cancellazione si è tramutata in un rinnovo per una settima e ultima stagione composta da soli 13 episodi la cui partenza è stata confermata a partire dal 16 febbraio 2024.[37]
- Ascolti USA: telespettatori 4 650 000[38]
- Ascolti Italia: telespettatori 791 000 – share 4,60%[35]